# Rassel

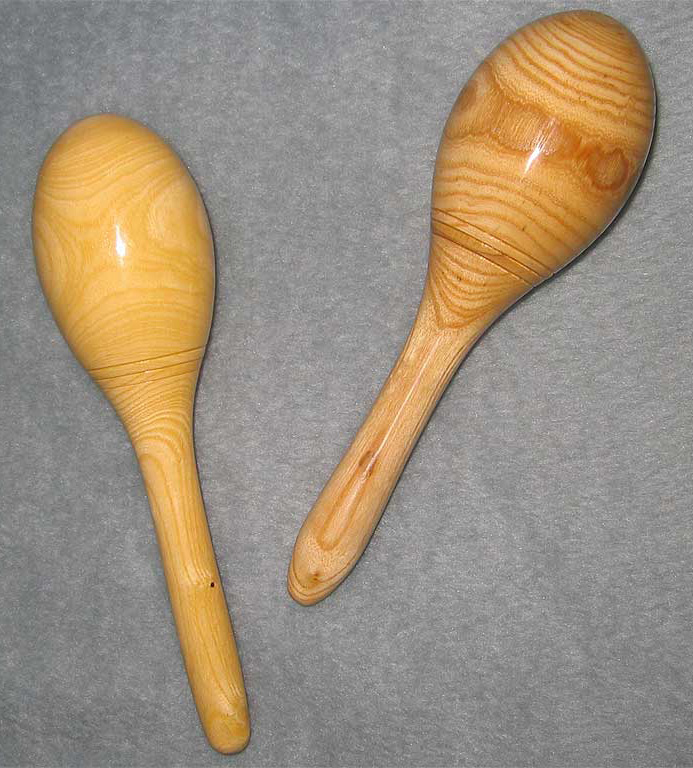
Gefäßrasseln Maracas

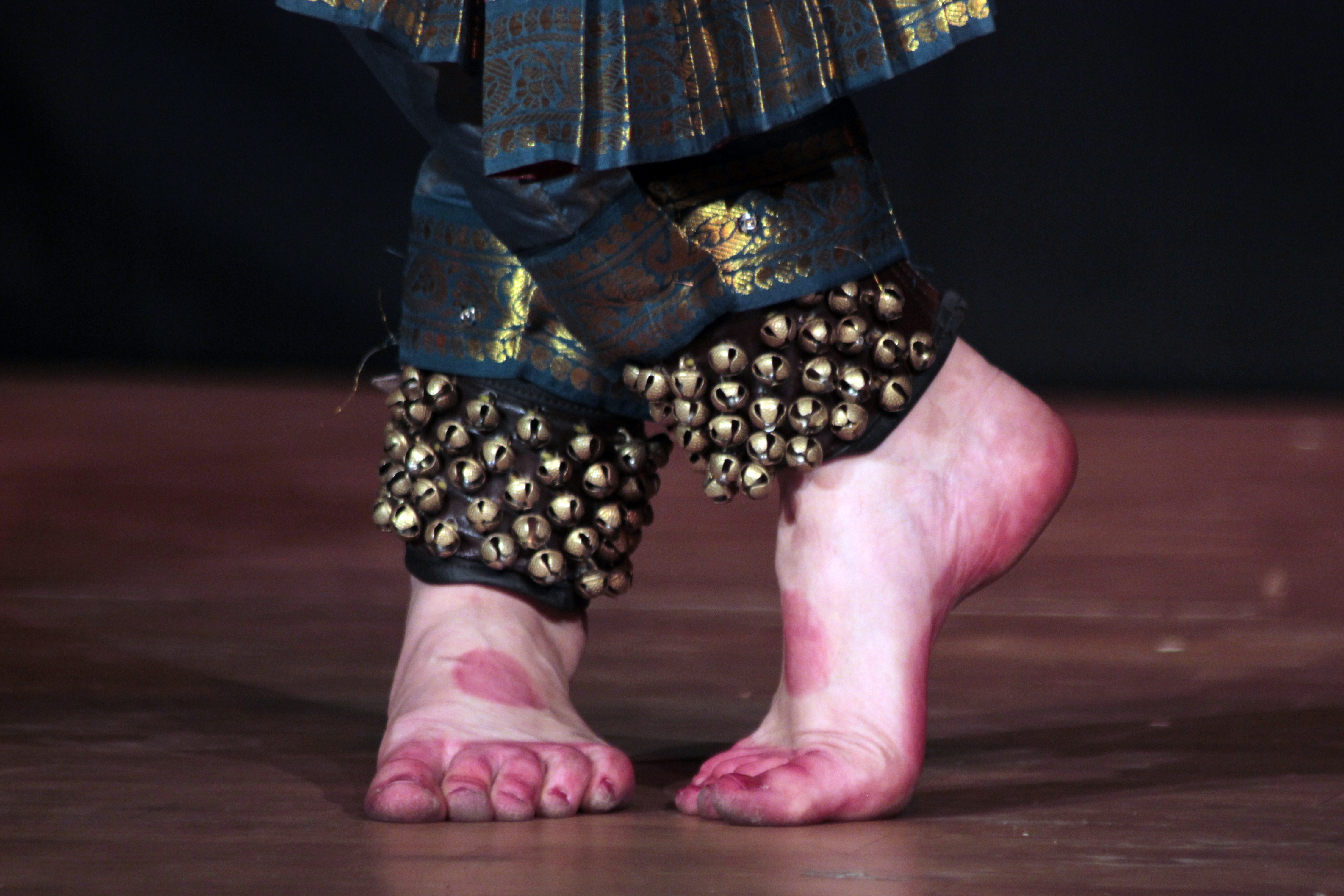
Indische Bharatanatyam-Tänzerin mit zu den Gefäßrasseln gehörenden Schellen ghungru an den Fußgelenken

Rasseln sind mittelbar geschlagene Schüttelidiophone, also selbstklingende Musikinstrumente, bei denen durch Schüttelbewegungen des Spielers Rasselkörper angeregt werden, die einen meist geräuschhaften, gelegentlich auch einen in der Höhe bestimmten Ton hervorbringen. Bei mittelbar geschlagenen Idiophonen, zu denen auch Klöppelglocken gehören, sind die Schläge nicht ebenso vom Spieler kontrollierbar wie bei direkt angeschlagenen Idiophonen, weshalb Rasseln für präzise rhythmische Betonungen ungeeignet sind.
Seit prähistorischen Zeiten sind Gefäßrasseln aus Ton oder Bronze mit in einem Hohlraum eingeschlossenen kleinen runden, nichtklingenden Rasselkörpern überliefert. Andere Gefäßrasseln werden aus Fruchtschalen oder Holz gefertigt. Gefäß und Rasselkörper müssen, um klingen zu können, aus harten Materialien bestehen. Reihenrasseln mit an einer Schnur, Kette oder an einem Stab aufgereihten selbstklingenden Fruchtschalen, Metallringen oder Plättchen dienen ebenso lange als Schmuck und Rhythmusgeber bei Tänzen. Tänzerinnen tragen häufig an Schnüren oder Bändern gereihte kleine Rasseln um die Knöchel. Zu den Rahmenrasseln gehören die antiken Sistren.
Rasseln dienen als Perkussionsinstrument und Kinderspielzeug. In den meisten Kulturen haben Rasseln traditionell eine magische Bedeutung, weshalb alle Typen von Rasseln seit jeher mehr als andere Klangerzeuger bei kultischen Ritualen verwendet werden.

## Etymologie

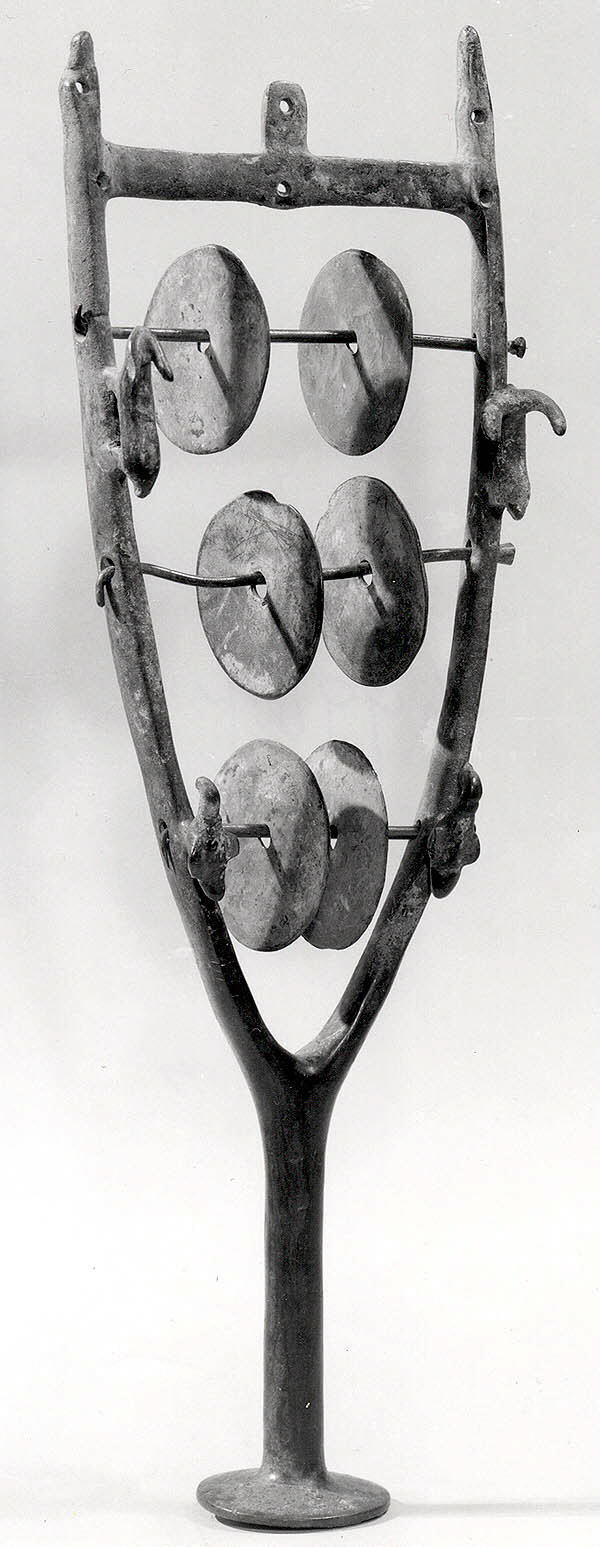
Sistrum der Hattier in Anatolien, eine Gleitrassel aus einer Kupferlegierung. Um 2300–2000 v. Chr.

Mittelhochdeutsch rasseln in der Bedeutung „toben, lärmen“ ist ein Wiederholung ausdrückendes Verb, das dem bis Ende des 16. Jahrhunderts gebrauchten rassen entspricht. Das frühneuhochdeutsche rasseln übernahm vermutlich die zusätzliche Bedeutung „klappern, rattern“ von mittelniederdeutsch rettelen. Lautmalerische Varianten und Entwicklungen sind neuhochdeutsch rasseln, niederdeutsch rateln, ratern und rätern, das zu rattern führte, und niederländisch ratelen, das dem englischen to rattle nahekommt. Verwandt in oberdeutschen Dialekten ist rodel.
Der gemeinsame Ursprung ist die germanische Sprachwurzel hrat. Hiervon ist auch das französische Wort für Rassel, hochet, abgeleitet, das bereits im 13. Jahrhundert als hocete, „Kinderrassel“, vorkommt. Die griechische Entsprechung ist das Verb chradaino in der zugrundeliegenden, passenden Bedeutung „schütteln“, „schwenken“, „schwingen“.
Das Substantiv Rassel für „Knarre, Klapper“ ist als ehemaliges Geräuschinstrument der Nachtwächter, um sich bemerkbar zu machen, seit dem 16. Jahrhundert überliefert. Rassel ist unter den regionalen Standardvarietäten des Deutschen hauptsächlich in West- und Süddeutschland verbreitet, während im Bairischen Ratsche und in Norddeutschland eher Knarre geläufig ist.
Rasselbande ist eine seit dem 19. Jahrhundert geläufige umgangssprachliche oder scherzhafte Bezeichnung für eine lärmende Kinderschar.

## Herkunft
Die einfachste Form der rhythmischen Klangerzeugung ist das Händeklatschen, das in früher Zeit eine magische Bedeutung hatte und etwa böse Geister abwehren sollte, wie mit Lärminstrumenten Raubtiere verjagt werden sollen. Aus Klatschen und Fußstampfen auf einem Schlagbalken entwickelten sich klanglich differenzierte Rhythmusinstrumente wie Rasseln, Klappern und klirrender Tanzschmuck.
Seit jeher wurden Rasseln als Signalinstrumente und, wie traditionelle religiöse Kulte zeigen, als Ritualinstrumente verwendet, um auch mit einer jenseitigen Welt in Kontakt zu treten. Die klanglich nicht genau beeinflussbaren Geräuschinstrumente erscheinen hierfür besonders geeignet, um etwa mit einem diffusen Zischen die Vorstellung von Geisterstimmen hervorzurufen. Des Weiteren besitzen die Gefäßrasseln selbst oder die Rasselkörper (Samen) in einigen Kultur eine magische Bedeutung. Curt Sachs (1929) vermutet bei manchen nur von Frauen verwendeten Gefäßrasseln oder von Tänzerinnen an den Beinen festgebundenen Reihenrasseln einen Fruchtbarkeitskult, bei dem die bauchigen Fruchtschalen und die enthaltenen Samen eine symbolische Bedeutung besitzen. Durch die periodische Wiederholung der Töne und Schläge erhielten die Klangerzeuger im Lauf der Zeit auch einen musikalischen Sinn. Generell hält Sachs (1940) umgehängte oder umgebundene Reihenrasseln primär und im Wesentlichen für tönende Amulette und die nicht klingenden, zur Abwehr von Unglück dienenden Objekte für stumme Nachfahren der ursprünglichen Klangerzeuger.
Aus vergänglichen Materialien bestehende Rasseln sind selten erhalten und bei archäologischen Grabungen lassen sich Rasseln nicht immer eindeutig als Klangerzeuger identifizieren. Spekulationen über die Verwendung von Rasseln in frühen schriftlosen Kulturen sind in einzelnen Fällen aus den Fundzusammenhängen und dem Vergleich mit ethnographischen Berichten möglich. In schriftlichen Überlieferungen, etwa aus altorientalischen und antiken Hochkulturen, wird den Rasseln allgemein nur eine geringe Bedeutung beigemessen, weil sie überwiegend in den Kulten des einfachen Volkes verwendet wurden.

### Levante
Die frühesten bekannten Rasseln, die aus auf eine Schnur aufgereihten Knochenstücken bestanden und als Geräuscherzeuger oder Körperschmuck verwendet worden sein konnten, stammen aus der frühen Natufien-Kultur in der Levante, die in das 11. bis 9. Jahrtausend v. Chr. datiert wird. In der in Nordisrael gelegenen Hayonim-Höhle wurden aus der Natufien-Kultur Skelettreste gefunden, die zeigen, dass die Verstorbenen mit reichlich Schmuck am Körper beigesetzt worden waren. Beim Skelett einer jungen Frau waren in ihrer Form wohlgeordnete längs gespaltene Gazellenknochen in einer Reihe so um die Hüfte gelegt, dass sie offenbar zu einem Gürtel gehört hatten. Die Knochenteile wurden tropfenförmig zugeschliffen, an einem Ende durchbohrt und glatt poliert. Neben dem ästhetischen Wert des durch diese Bearbeitung vom natürlichen Ausgangsmaterial weit entfernten Kulturerzeugnisses entstand mit dem Schmuckstück auch eine Schnurrassel, die mit ihrem rhythmischen Geräusch seit jener Zeit zur Sphäre des zeremoniellen Tanzes gehört.
Der Rasselgürtel war verglichen mit den in der Hayonim-Höhle und in den anderen Höhlen insgesamt rund 200 gefundenen Skeletten kein allgemein üblicher Schmuck, sondern mutmaßlich auf eine sozial oder religiös herausragende Gruppe von Frauen beschränkt. Etwa 20 dieser Skelette waren mit Schmuckanhängern aus Muscheln, Knochen oder Tierzähnen ausgestattet. In einem Frauengrab (Hayonim-Höhle 33) wurden in Gürtelform angeordnete Fuchszähne, die als Rassel fungierten, und mehrere hundert als Schmuck oder Statussymbol verwendete perforierte Muscheln gefunden. Der klingende Tanzschmuck dürfte zu einem unentbehrlichen Bestandteil alltäglicher Kultrituale gehört und damit der Festigung gesellschaftlicher Strukturen gedient haben.
Eine aus der Bronzezeit stammende Kinderrassel wurde in der Ausgrabungsstätte Acemhöyük in der Türkei in einer um 2200 v. Chr. datierten Schicht entdeckt. Die geschlossene rundliche Gefäßrassel enthält kleine Steinchen, die beim Schütteln Geräusche produzieren, und besaß wahrscheinlich einen Griff. Der Fund ist eines der ältesten Beispiele für ein Kinderspielzeug.

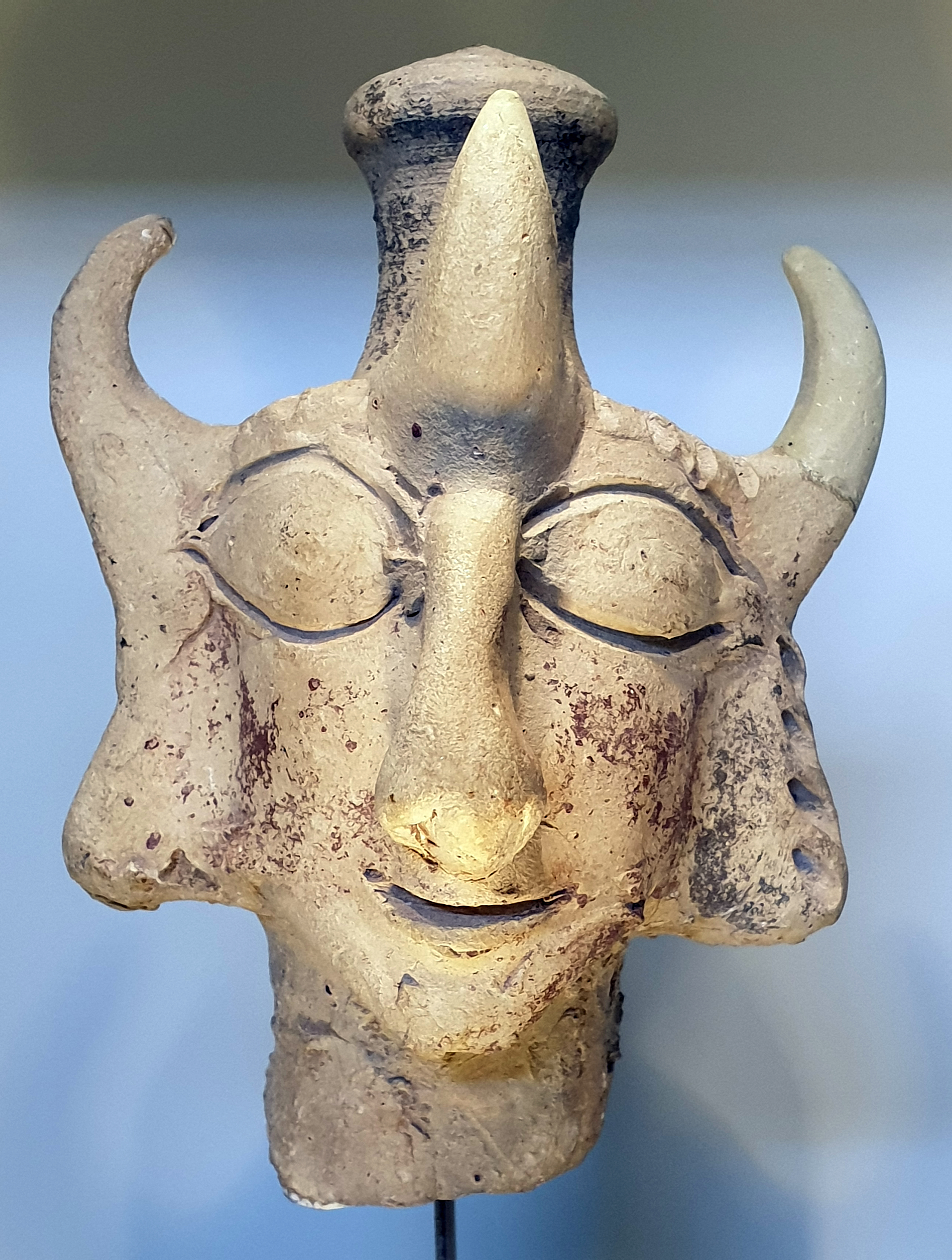
Kopf einer edomitischen Göttin mit drei Hörnern und dem Aufsatz einer spulenförmigen Rassel aus Horvat Qitmit. 7. Jahrhundert v. Chr., Israel Museum

In der Wüste Negev entdeckte der italienische Archäologe Emmanuel Anati 1955 zahlreiche eingeritzte Felsbilder, die von der Altsteinzeit (vor 10.000 v. Chr.) bis in die ersten nachchristlichen Jahrhunderte entstanden. Die zeitliche Einordnung der Strichzeichnungen ist schwierig; Joachim Braun (1999) hält die von Anati vorgeschlagene Datierung der Felszeichnungen mit einer Leier in die erste Hälfte des 2. Jahrtausends v. Chr. für plausibel. Diese Bilder zeigen nackte Frauengestalten, die in unterschiedlichen Positionen Leiern halten. In einer Tanzszene sind außer den Leierspielerinnen drei tanzende Figuren zu sehen, die einen seit der zweiten Hälfte des 4. Jahrtausends v. Chr. durch Darstellungen in Palästina nachweisbaren Reigentanz aufführen. Die Szene wird als einen auf die Verehrung des Vegetationsgottes Hadad zurückgehenden Fruchtbarkeitskult interpretiert. Eine Figur auf der linken Seite schüttelt zwei Gefäßrasseln, eine Figur rechts schlägt eine kleine, runde, ein- oder zweifellige Rahmentrommel (die in der Bibel tof genannt wird). Auch in anderen Felszeichnungen ist die Verbindung von Saiteninstrument (Leier), Rhythmusinstrumenten (Trommel, Rassel) und Tanz erkennbar, die auf die altbabylonische Ritualmusik zurückgeführt wird.
Ein einziges Mal (in 2 Sam 6.5 ) wird im Alten Testament das hebräische Wort menaʿaneʿim erwähnt. Es kommt nur im Plural vor und geht auf das Verb nuaʿ, „schütteln“, zurück. Menaʿaneʿim bezeichnete wohl eine Tongefäßrassel, von denen über 70 im Gebiet Galiläa ausgegraben wurden. Wie das menaʿaneʿim wurde auch das mehrfach erwähnte Idiophon mesiltayim, ein Zimbelpaar, in der Kultmusik verwendet. In der genannten Bibelstelle „tanzen“ nicht, wie übersetzt, „David und ganz Israel vor dem Herrn her mit aller Macht im Reigen zum Lied“, sondern sie „spielen“ (mesahaqim). Das Wort umfasst „Spiel“, „Tanz“, „Instrumentalmusik“ und „Maskenzug“ mit der Assoziation von erotischen und rauschhaften Begleitumständen. Die genannten Musikinstrumente sind kinnor (Leier), nevel (wahrscheinlich eine andere Leier), ‘asei beroshim (Klapper?), tuppim (Trommel), selselim (Zimbeln) und Rassel: alles für ekstatische Kulte geeignete Instrumente.
Die Tonrasseln sind überwiegend geometrisch geformt, typisch ist die Spulenform mit einer Länge von 6–11 Zentimetern und einem Durchmesser von 4–7 Zentimetern. Andere Tonrasseln haben einen Handgriff oder sind rundlich mit einer Öse, an der sie vermutlich (an einem Finger) aufgehängt wurden. Figürliche Rasseln wurden nur vereinzelt gefunden. Die in einem Zeitraum von 1500 Jahren entstandenen Tonrasseln sind nicht datierbar, es gilt aber als wahrscheinlich, dass die Rasseln mit einer Öse aus der Bronzezeit stammen und die spulenförmigen (sanduhrförmigen) Rasseln aus der Eisenzeit. Die übrigen Formen stellen wohl regionale Besonderheiten dar. Zu diesen gehört die glockenförmige Tonrassel von Hazor aus der Eisenzeit II (erste Hälfte 1. Jahrtausend v. Chr.), die für den Formübergang zu den kleinen Bronzeglocken steht.
Ein allgemeiner Hinweis auf die kultische Verwendung der Tonrasseln als Ritualinstrumente sind die Fundorte: überwiegend Grabstätten oder Kultstätten. Ein Beleg für die rituelle Funktion besonders der spulenförmigen Tonrasseln stellt der in Horvat Qitmit gefundene Terrakottakopf eines edomitischen Götteridols aus dem 7. Jahrhundert v. Chr. dar. Die Göttin mit drei Hörnern, großen Augen und gelockten Haaren trägt auf dem Kopf einen spulenförmigen Aufsatz, der an die entsprechende Rasselform erinnert. Der innen hohle Kopf besaß möglicherweise einen Handgriff und diente selbst als Rassel. Die spulenförmige Tonrassel in Palästina unterscheidet sich von allen anderen Rasseltypen der benachbarten Regionen. Sie war ein Massenprodukt und in der Musikkultur weit verbreitet.
Drei Sistren (Rahmenrasseln) mit gleitenden Blechscheiben wurden in Horoztepe in der türkischen Provinz Tokat gefunden, eines davon stammt aus einem Schachtgrab und wird um 2100 v. Chr. datiert.

### Altes Ägypten

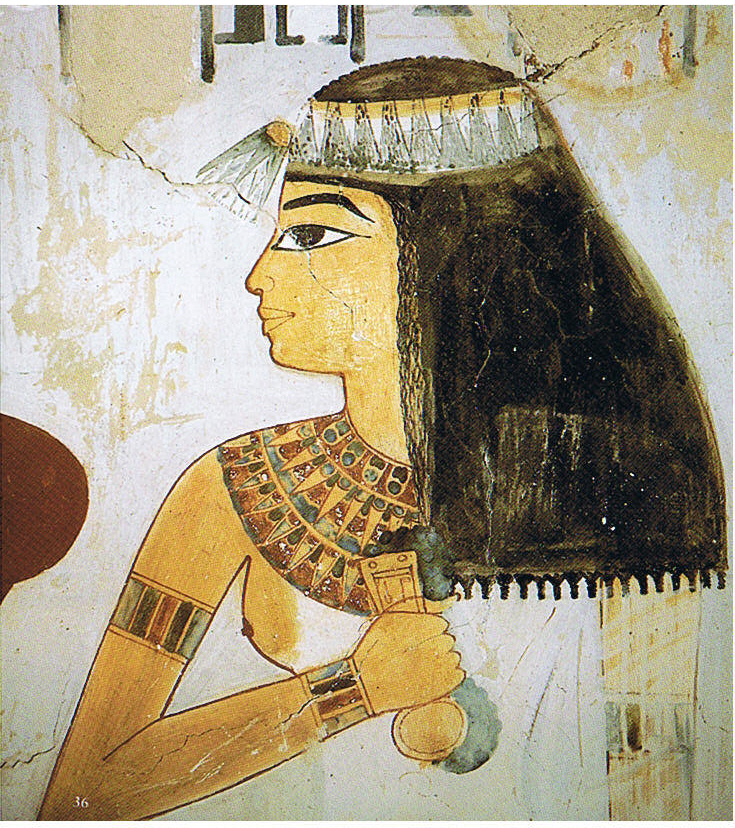
Ägypterin mit Menit als Halsschmuck und Rassel. Wandmalerei im Grab des Nacht (TT52), 18. Dynastie, 15. Jahrhundert v. Chr.

Im Alten Ägypten gab es drei Typen von Gefäßrasseln, bei denen die Rasselkörper in einem Hohlraum eingeschlossen sind: Die einen waren spindelförmige Geflechte aus Pflanzenmaterial wie Schilfrohr, Stroh oder Papyrus und einem Handgriff. Andere bestanden aus einer Kalebasse oder einer anderen kugelförmigen Fruchtschale. Erhalten blieben Gefäßrasseln aus Ton in Gestalt eines Vogels, Säugetieres oder einer menschlichen Figur, wie sie seit der altbabylonischen Zeit (Anfang 2. Jahrtausend v. Chr.) auch aus Mesopotamien als Hühner, Bären, Kamele und Schweine überliefert sind. Ägyptische Tongefäßrasseln haben generell keinen Handgriff. Gefäßrasseln gehören zu den ältesten, aus Ton hergestellten Klangerzeugern. Gebrannter Ton ist gegenüber Witterungseinflüssen und Temperaturschwankungen beständig, das Ausgangsmaterial ist praktisch überall unbegrenzt verfügbar und die runde Form ist einfach herzustellen.
Aus der prädynastischen Merimde-Kultur (Ende 6. bis Anfang 4. Jahrtausend v. Chr.) wurden in Helwan nahe Kairo zwei eiförmige Gefäßrasseln aus Ton gefunden, die Hans Hickmann (1961) zufolge wohl Krokodil- oder Taubeneier darstellen sollten. Sieben birnenförmige Gefäßrasseln stammen aus einem prädynastischen Grab von Mahasna (Naqada-Kultur, um 4500–3000 v. Chr.). Ein Loch am spitzen Ende diente zum Aufhängen der Rasseln. In neun Gräbern wurden weitere unterschiedlich geformte Tonobjekte gefunden.
In der frühdynastischen Periode wurde, von geometrischen Ausnahmen abgesehen, die Formen der Rasseln komplizierter. In der 3. Dynastie (2700 bis 2620 v. Chr.) verschwanden die Tonrasseln, bis sie im Mittleren Reich (um 2137 bis 1781 v. Chr.) mit einer klar erkennbaren zoomorphen Gestalt wieder auftauchen. Ab der 12. Dynastie erscheinen die ersten glasierten Tonrasseln, eine etwa in der Gestalt eines Igels. Eine elegant geschwungene Rassel aus dem Neuen Reich (1550 bis 1070 v. Chr., 18. Dynastie) stellt eine Kuh dar.
In der griechisch-römischen Zeit wurden weiterhin Gefäßrasseln aus Ton in allen bekannten Formen verwendet. Weder in Inschriften noch ikonographisch kommen Rasseln in musikalischen Zusammenhängen vor. Die einzigen Szenen, die Rasseln zeigen, sind Ritualhandlungen, bei denen Korbrasseln mit Handgriff verwendet werden.
Ein altägyptischer Halsschmuck aus Perlenketten, den Frauen als Rassel bei kultischen Veranstaltungen trugen, ist als Menat bekannt. Das mit einem Handgriff bewegte Menat war zunächst das Merkmal der Göttin Hathor und wurde später auch von anderen hochgestellten Frauen und Priesterinnen zusammen mit dem Sistrum in der anderen Hand bei Kulten verwendet. In Gräbern an die Wände geschriebene Liedtexte verweisen darauf, dass die Klänge des rhythmisch geschüttelten Menat und des Sistrum als die erneuernden Kräfte der Hathor vorgestellt wurden, die durch die Nase in den Körper des Verstorbenen eindringen und diesen wieder zum Leben erwecken.
Das in Ägypten vom Alten Reich bis in die römische Zeit, in der Frühbronzezeit Anatoliens und in der minoischen Kultur Kretas vorkommende Sistrum ist eine Rahmenrassel, bei der Ringe oder Scheiben auf den Querstangen gleiten. Ein Naossistrum besteht aus einem Haltegriff, an dessen oberem Ende (also auf dem Dach des „Hauses“, naos) ein Hathor-Kopf (Menschenkopf mit Kuhohren) sitzt. Dieses Sistrum (genannt sescheschet) wurde zu einem Kultobjekt und stand im Zusammenhang mit Fruchtbarkeitsriten. Das in der 18. Dynastie (1550–1292 v. Chr.) eingeführte Bogensistrum (sechem) besitzt ein bogenförmig gerundetes Oberteil. Die Querstäbe, auf denen die Rasselelemente (Metallscheiben) aufgereiht sind, haben umgebogene Enden, damit sie beim Schütteln nicht herausrutschen. In einer mythischen Erzählung soll Isis, die Göttin der Geburt und Wiedergeburt, mit ihren Tränen und mithilfe eines Sistrums (seistron) die alljährliche, für die Landwirtschaft unentbehrliche Nilschwemme hervorgerufen haben, weshalb sie als Seistrophóros gehuldigt wurde.
Andere altägyptische Idiophone waren Plattenklappern aus Holz, Knochen oder Nilpferdzähnen, Glöckchen aus Bronze, gelegentlich auch aus Silber oder Gold, die von außen oder mit Klöppel angeschlagen wurden, und in griechisch-römischer Zeit Zimbeln und Gabelbecken.

### Griechisch-römische Antike

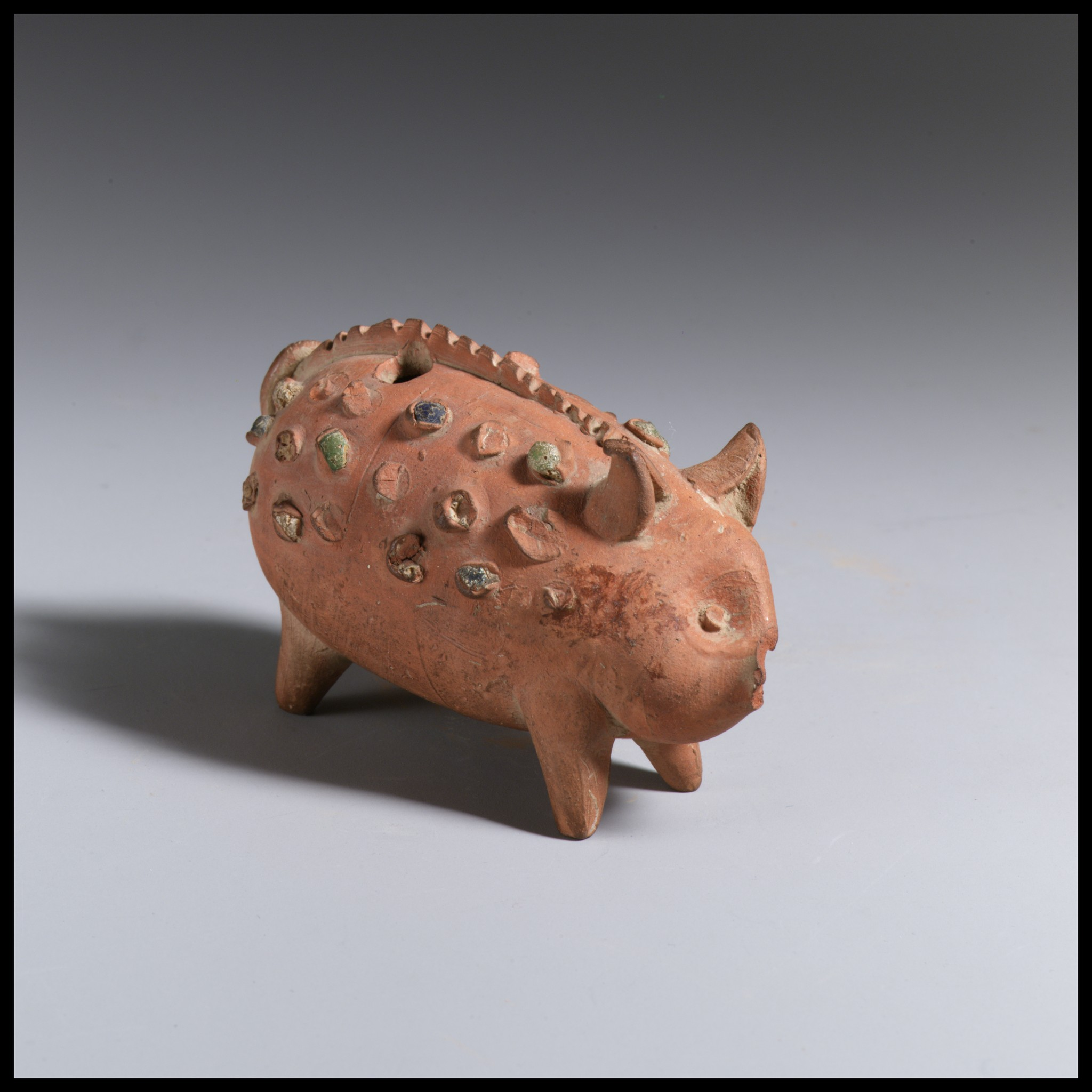
Tongefäßrassel in Gestalt eines Schweins. Römisch, 2. Jahrhundert n. Chr.

Ein als Rahmen- oder Gleitrassel klassifizierter Klangerzeuger der Phönizier aus dem 8./7. Jahrhundert v. Chr. besteht aus zwei parallelen Kupferstäben, die an den Enden spiralig aufgerollt sind. Durch Lochreihen in den Kupferstäben sind kleinere Stäbe gesteckt, sodass sich die Anordnung einer Leiter ergibt. Auf jeden Stab ist eine Drahtspirale aufgesteckt, die beim Schütteln hin- und hergleitet. Diese leiterförmige Rassel wird als Chalkophon („Bronzeklinger“) bezeichnet und ist nach den Phöniziern auch im 4. Jahrhundert v. Chr. in Apulien belegt. Der griechische Musiktheoretiker Archytas von Tarent (435/410–355/350 v. Chr.) nannte diese Rassel platage. Ein anderer Name ist psithyra oder „apulisches Sistrum“, weil der Instrumententyp einem altägyptischen Sistrum entspricht.
Im Antiken Griechenland und im Römischen Reich waren im Dionysoskult Schellen und im Isiskult Sistren in Gebrauch. Ein Marmorsarkophag aus dem 3. Jahrhundert n. Chr., der sich in den Vatikalischen Museen befindet, stellt auf einem Relief einen dionysischen Festzug dar, bei dem geflügelte Knaben und Genien den Verstorbenen ins Jenseits geleiten. Angeführt wird die Gruppe von einem plagiaulos-Spieler. Ihm folgen weitere Eroten, der vordere schlägt kleine Becken (cymbala) gegeneinander und der vorletzte spielt eine Leier (kithara). Hinter ihm folgt noch ein Knabe, der in der gesenkten rechten Hand eine Fackel und in der linken erhobenen Hand wahrscheinlich eine Schelle hält. Diese hatte wie kleine Glocken an Gräbern die Aufgabe, mit ihrem Klang böse Geister zu vertreiben.
Abbildungen auf griechischen Vasen aus der klassischen Zeit zeigen spielende Kinder, die eine Gefäßrassel in der Hand halten. Gefäßrasseln aus Ton waren im antiken Griechenland beliebte Kinderspielzeuge, deren Geräusch den Kindern gefiel und zugleich böswillige Mächte fernhalten sollte. Erhalten blieben figürliche Tonrasseln, die ein Schwein darstellen. Ein Exemplar des 4. Jahrhunderts v. Chr. aus Zypern ist 13,2 Zentimeter lang und 7,7 Zentimeter hoch. Im antiken Sparta wurden am Ammenfest (Tithenidia), bei dem die Ammen die Säuglinge zu ihrem Schutz in den Tempel der Artemis brachten, ein Ferkel geopfert. Zahlreiche Tonrasseln in Gestalt eines Schweins wurden in Zypern gefunden, wo diese Rasseln offenbar massenhaft auf der Töpferscheibe produziert wurden. Ohren und Extremitäten wurden an den zylindrischen, zur Schnauze konisch zulaufenden Körper angesetzt.
Die römischen crepundia (lateinisch, Singular crepundium, von crepere, „rasseln“) vereinten die Funktion eines Kinderspielzeugs und eines apotropäischen Amuletts. Dies waren kleine Gegenstände, die Kindern um den Hals gehängt wurden und die – ihrem Namen nach – bei der Bewegung ein rasselndes Geräusch produzierten. Zugleich sollten sie Kinder vor böswilligen Mächten beschützen. Mit dem abgeleiteten Namen crepitaculum bezeichneten Apuleius (um 123 – nach 170 n. Chr.), Martial (um 40–104 n. Chr.) und andere römische Schriftsteller verschiedene, mit Kindern in Verbindung gebrachte Rasseln und das Sistrum.

### Mesopotamien
Im feuchten Boden des Zweistromlandes wurden Musikinstrumente wesentlich schlechter konserviert als in den trockenen, von der Außenluft abgeschlossenen ägyptischen Grabkammern. Erhalten blieben lediglich dauerhafte Materialien, also Rasseln, Glocken und Flöten aus Ton sowie Glocken, Becken und Blasinstrumente aus Bronze. Abbildungen von Musikinstrumenten sind seit dem 4. Jahrtausend v. Chr. zunächst auf Rollsiegeln überliefert, meist als Bestandteil von Kultszenen oder von Szenen mit mythologischen Inhalten.
Kenntnisse über die Gesellschaft lassen sich den Texten in der gegen Ende des 4. Jahrtausends eingeführten sumerischen Keilschrift entnehmen. Demnach bildeten sich im 3. Jahrtausend v. Chr. unterschiedliche Berufsgruppen heraus, zu denen ein Spezialist für Beschwörungsrituale und Krankenheilungen gehörte. Er verwendete als magische Klangerzeuger Rasseln (Sistren), Klappern und Trommeln. Weitere Rasseltypen kamen in altbabylonischer Zeit im 2. Jahrtausend v. Chr. hinzu.
Auf einem Rollsiegel, das in die Akkadzeit an den Beginn der Regierungszeit von Naram-Sin (um 2270 v. Chr.) datiert wird, ist ein Leierspieler und neben ihm ein bärtiger Mann mit einem Sistrum abgebildet. Ein ähnliches Sistrum ist bereits auf einer um 2450 v. Chr. entstandenen Einlegeplatte (Mosaik aus Muschelteilen auf einem schwarzen Bitumenhintergrund) aus dem Königsfriedhof von Ur zu sehen. Einlegearbeiten mit Musikinstrumenten erscheinen erstmals in der Zeit des Königs Mesilim in den Städten Kisch und Mari. Die Darstellung enthält mehrere Szenen einer „Tierkapelle“. In einer Szene sitzt ein kleiner Fuchs oder Schakal auf einer Hintertatze eines aufrecht stehenden Bären und hält in einer Hand ein Sistrum nach oben, während er mit der anderen Hand auf eine nur von der Seite gezeigte Rahmentrommel schlägt. Originale Reste von solchen Sistren wurden auch in Ur gefunden.
Ab der Jungsteinzeit wurden in Mesopotamien Tierfiguren aus Ton hergestellt, die wohl eine kultische Bedeutung hatten. Viele davon wurden als Rasseln verwendet. Aus der altbabylonischen Zeit (um 1950–1530 v. Chr.) blieben Tongefäßrasseln erhalten, die etwa ein Schwein, Schaf, einen Hund, ein Huhn oder einen anderen Vogel darstellen. Die meisten dieser Rasseln besitzen anstelle der Füße eine sockelartige Verbreiterung, die wohl als Standfläche und als Handgriff gedient haben dürfte. Tongefäßrasseln dienten allgemein magischen Zwecken wie Opferkulten, Fruchtbarkeitsritualen und Heilungszeremonien, um böse Geister zu vertreiben. Neben den figürlichen Rasseln sind ab der altbabylonischen Zeit auch flach-kugelförmige Tonrasseln mit einem Handgriff erhalten, die in dieser Form andernorts nicht vorkommen. Diese Rasseln mit 6–8 Zentimetern Durchmesser wurden aus zwei flachgewölbten Schalen hergestellt, die an ihrer Verbindungsstelle umlaufend gezackt sind. Die meisten Rasseln dieses Typs stammen aus Ur. Vergleichbare kugelförmige Rasseln sind auch aus der Indus-Kultur im heutigen Pakistan mit den Fundorten Mohenjodaro und Harappa bekannt. Ein anderer Vergleich führt zu einer Ritzzeichnung an einem hethitischen Felsentempel in Yazılıkaya, die eine Kulitta-Figur mit einem Gegenstand zeigt, der einen runden durchlöcherten Kopf und einen Handgriff besitzt. Dieser wurde als Rassel, kleine Rahmentrommel oder Spiegel interpretiert.
Die Musik der späteren Seleukiden (323–140 v. Chr.) lässt einen griechischen Einfluss erkennen, der sich auf manchen Abbildungen lediglich in der Kleidung der Musiker, auf anderen auch in neuen Musikinstrumenten ausdrückt, die offenbar aus Griechenland eingeführt waren. Zu diesen gehören als weibliche Halbfiguren mit einer Standfläche geformte Tonrasseln, deren Form auf die hellenistische Büste zurückgeht, die wiederum aus der Herme (Büstensäule) entstand. Der Rasseltyp selbst ist nur aus Mesopotamien und nur aus dieser Zeit bekannt.

### Zentralasien
Aus der Pasyryk-Stufe (5. bis 3. Jahrhundert v. Chr.) stammt ein besonderer Typ von Gefäßrasseln („Spiegelrasseln“) aus Bronze, von denen die meisten in Grabhügeln des namensgebenden Pasyryk-Tals im Altai-Gebirge als Beigabe von Frauenbestattungen gefunden wurden. Die „Spiegelrasseln“ bestehen aus zwei kreisrunden, miteinander verbundenen Bronzescheiben, in deren Zwischenraum einige Metallstücke oder andere Gegenstände eingeschlossen sind. Die verwendete, silbern glänzende Bronzelegierung besitzt wie Glockenmetall einen besonders hohen Anteil an Zinn und produziert beim Anschlagen einen hohen Ton. Die „Spiegelrasseln“ sind mit einem Handgriff ausgestattet und mit konzentrischen Kreisen und eingravierten figürlichen Mustern verziert. Ihre Herkunft wird diskutiert, als wahrscheinlich erscheint ein Ursprung in Indien, wo sich zwar keine entsprechende Spiegel oder Rasseln, aber vergleichbare mythische Darstellungen auf Gebrauchsgegenständen und auf Jain-Miniaturmalereien finden lassen.
Die Gruppe der Schnurrasseln beinhaltet aus Bronzeplättchen bestehende Gürtel mit daran befestigten Glöckchen und Schellen aus dem 7. bis 9. Jahrhundert, die im Gräberfeld von Nadeschdinskoje bei der Stadt Chabarowsk im äußersten Osten Russlands gefunden wurden. Solche Bronzegürtel waren bei turksprachigen Steppennomaden in Sibirien und Zentralasien weit verbreitet und gehörten regional auch zur Tracht eines Schamanen. Manche der teilweise auch auf die Kleidung oder auf die Schuhe genähten Schellen sollten wohl böse Geister vertreiben.
Aus Nurafshon (früher Toi-Tyube) in der usbekischen Provinz Taschkent stammt ein durchbrochenes Bronzeplättchen mit dem Relief einer Tänzerin aus dem 6./7. Jahrhundert. Die Figur stellt eines der Mädchen dar, die mit einem dünnen Gewand und einer Kopfbedeckung aus goldenen Glöckchen zur Trommelbegleitung vor einem chinesischen Publikum tanzte, wie aus chinesischen Quellen hervorgeht. Andere Frauen in Zentralasien trugen Stirnbänder mit Drahtbügeln, an denen bei jeder Bewegung klingende konische Anhänger befestigt waren. Ein solcher Schmuck aus dem 4./5. Jahrhundert wurde im hunnischen Gräberfeld von Kara-Agatsch bei Astana im Norden Kasachstans gefunden.

### Südasien
Aus der Industal-Kultur um 2000 v. Chr. blieben die am weitesten in alten Kulturen verbreiteten Gefäßrasseln aus gebranntem Ton zusammen mit vogelgestaltigen und kugelförmigen Gefäßflöten erhalten. Ebenfalls sind aus den meisten Kulturen Rasseln mit auf Stäben oder Schnüren aufgereihten Rasselkörpern bekannt. Diese Stab- und Schnurrasseln wurden häufig auch als Schmuckstücke (Halsketten, Ohranhänger) verwendet oder waren an Gebrauchsgegenständen befestigt.
Zu Rasselschmuck von Tänzerinnen heißt es bereits um das 4. Jahrhundert v. Chr. im Abhinayadarpana („Spiegel der Ausdruckskunst“), einem bedeutenden, von Nandikeshvara auf Sanskrit verfassten Werk zur altindischen Tanzkunst, eine Tänzerin solle an jedem Fußgelenk einhundert oder zweihundert Schellen aus Bronze festbilden. Im wahrscheinlich im 5. Jahrhundert n. Chr. von König Shudraka verfassten Drama Mricchakatika („Das Tonwägelchen“) zeichnet sich die schöne Kurtisane Vasantasena durch ihren Duft und das angenehme Klingeln ihres Rasselschmucks an ihren Füßen aus. Dem Epos Ramayana zufolge waren die Könige und andere hochgestellte Persönlichkeiten von Kurtisanen umgeben, deren leise klirrende Rasseln, Gesang und Instrumentalmusik überall im Palast zu hören war. Neben ihrer rituellen Funktion sollen indische Tänze seit altindischer Zeit Gefühle und Stimmungen ausdrücken. Eine seltene frühe Rasseldarstellung ist ein Yaksha (himmlischer Zwerg) mit jeweils zwei kugelrunden Gefäßrasseln in den Händen auf einem Relief am Steinzaun des Stupas von Amaravati aus dem 2. Jahrhundert.

### Altamerika

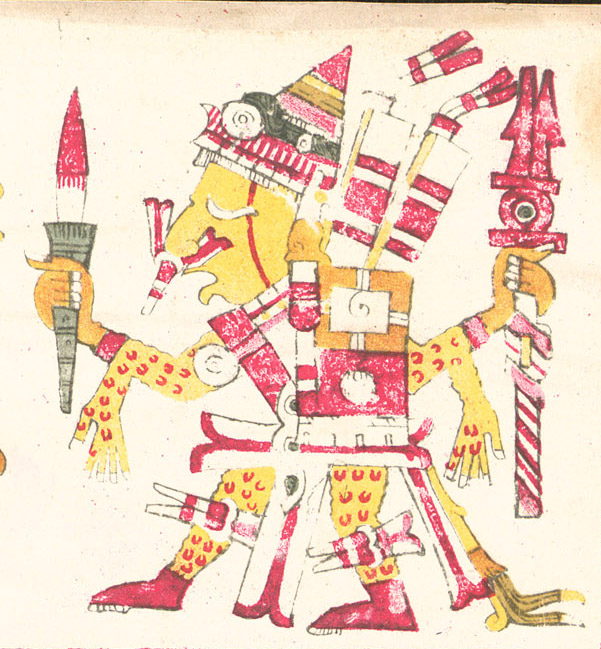
Aztekengott Xipe Totec mit einem Messer in der rechten Hand und einer Rassel chicahuaztli in der linken Hand. Abbildung im Codex Borgia, 15. Jahrhundert

Stabrasseln sind in großer Zahl auch aus dem präkolumbischen Amerika überliefert, davon einige aus Holz, wie auch Stampfstäbe mit Rasselaufsätzen, Schlitztrommeln, Trommeln und Trompeten. Die meisten präkolumbischen Musikinstrumente, darunter Rasseln, Gefäßflöten, Flöten und Trompeten, bestehen jedoch aus Ton.
Aus der Tlatilco-Kultur im Hochland von Mexiko sind zwischen ungefähr 1300 und 700 v. Chr. entstandene Tonfiguren überliefert, die Tänzerinnen mit einem hohen Kopfschmuck und Gefäßrasseln oder Schellen an den Beinen darstellen. Die Rasseln bestanden vermutlich aus Samenkapseln, getrockneten Früchten oder Muscheln und könnten als Fruchtbarkeitsamulette gedient haben. Entsprechende heutige Schnurrasseln mit Samenkapseln namens tenabaris oder tenaboins an den Beinen verwenden die mexikanischen Yaqui beim Pascola-Tanz.
Um 400 n. Chr. datierte Tonfiguren aus Colima an der mexikanischen Westküste zeigen noch Stilmerkmale der (bis 300 n. Chr. reichenden) vorklassischen Periode. Eine zum Colima-Stil gehörende Tonfigur eines Tänzers mit einer helmartigen Kopfbedeckung hält zwei Gefäßrasseln in den Händen, ein anderer Tänzer trägt eine Tiermaske. Eine aus Ton gestaltete Tanzszene im Colima-Stil stellt einen Tänzer (Priester) dar, der von vier Musikern umgeben ist. Diese musizieren als Teilnehmer einer Ritualhandlung mit Rasseln, einer Schlitztrommel teponaztli und einem konischen Blasinstrument. Aus dem Gebiet von Jalisco an der Westküste stammen aus der Zeit von 600 bis 1000 n. Chr. (Jalisco-Stil) kunstferig gestaltete Tonfiguren, darunter eine sitzende Frau mit einer Gefäßrassel mit Stielgriff in der rechten Hand. Durch den halbgeöffneten Mund und die ans Ohr gehaltene linke Hand ist die Frau als Sängerin zu erkennen. Solche Kalebassenrasseln heißen in der Nahuatl-Sprache ayacaxtli.
Zum Nayarit-Stil an der Westküste gehört eine in die Mitte des 8. Jahrhunderts datierte Tonplatte mit mehreren Figuren, die eine Gruppe von Musikern und mutmaßlich auch Tänzern darstellen. Zu erkennen sind vier Panflötenspieler, die in ihrer rechten Hand eine Gefäßrassel halten. Ihnen stehen drei weitere Musiker gegenüber, von denen einer zwei Rasseln schüttelt, der zweite eine Trommel schlägt und der dritte in ein Schneckenhorn bläst. Ansonsten sind aus dieser Zeit im Gebiet Nayarit zahlreiche Doppelflöten aus Ton überliefert.
Die auch durch Tonfiguren (etwa vom Typ der cara sonrientes, spanisch für „lachende Gesichter“) von der Ostküste am Golf von Mexiko bekannten Rasseln ayacaxtli wurden als Sinnbilder der göttlichen Sphäre aufgefasst und – in Tier- und Menschengestalt wie die Gefäßflöten – bei religiösen Kulten verwendet. Wenn in Götterfiguren und anderen Ritualgegenständen, die nicht als Musikinstrumente dienten, Rasselkörper eingefüllt oder an ihnen einem Pfeifenmundstück ähnliche Teile angebracht wurden, so sollte dies den göttlichen Charakter der Objekte ausdrücken.

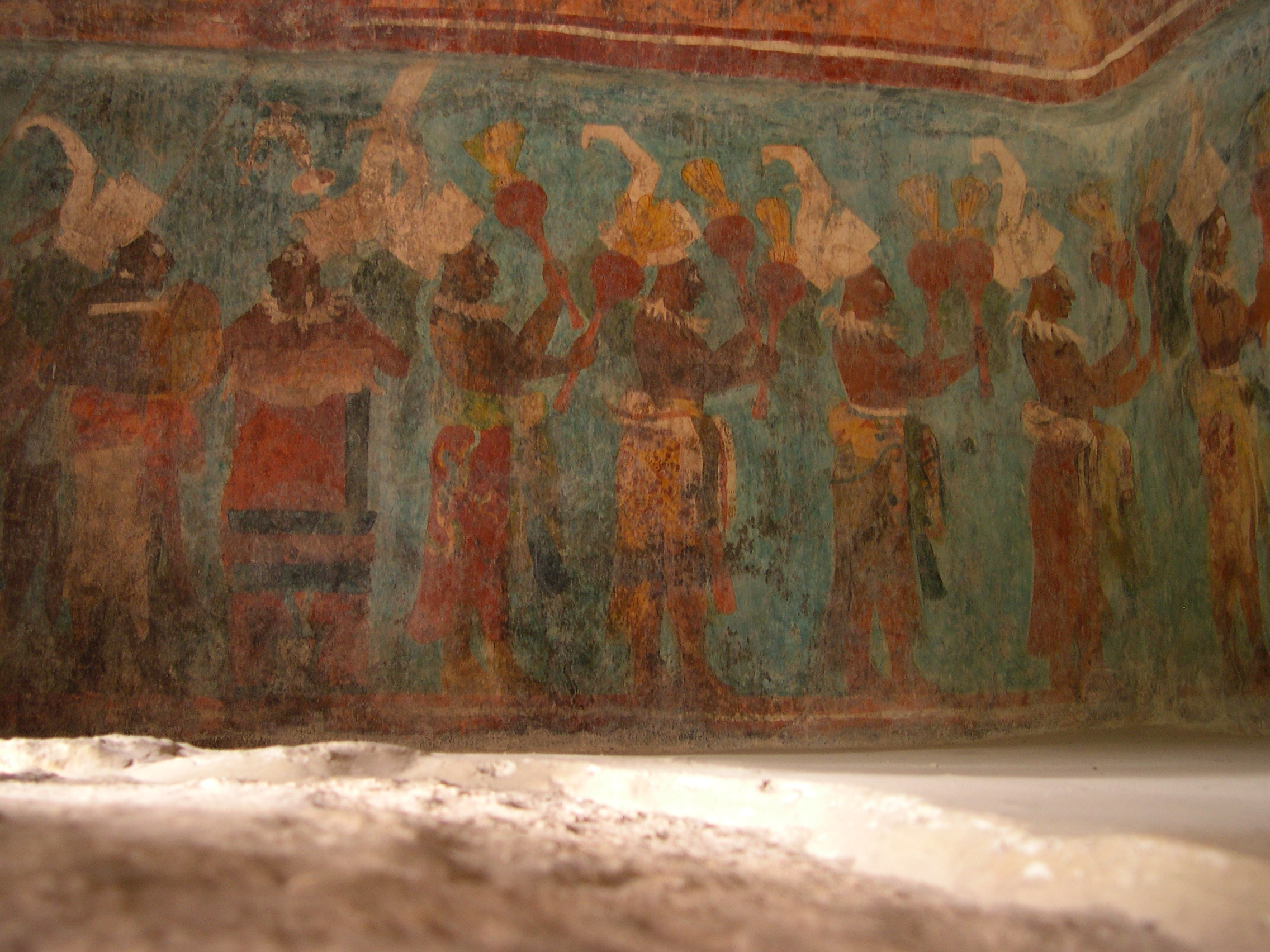
Prozession von Maya-Musikern mit Kalebassenrasseln. Wandmalerei in Bonampak, 7./8. Jahrhundert

Einige Gefäßrasseln aus Ton der Maya aus der Mitte des 1. Jahrtausends sind karikierende menschliche Figuren (Würdenträger), andere sind detailgenaue realistische Menschengestalten. Teilweise blieben Reste der Bemalung erhalten. Eine Besonderheit stellen die Wandmalereien in der Maya-Ruinenstätte Bonampak in Chiapas aus dem 7./8. Jahrhundert dar. An diesem Kultort, dessen Name in der Regionalsprache Lakandonisch „bemalte Wände“ bedeutet, zeigen die Fresken Opferungen, Schlachtszenen, Tanzvorführungen und Musiker, die für den Götterkult vorbeischreiten. Die Gruppe der schreitenden Musiker in Raum 1 wird von fünf Männern angeführt, die in jeder Hand eine große Gefäßrassel nach oben halten. Es handelt sich um Kalebassenrasseln mit Handgriff, an denen als Schmuck gelbe Federn (Symbol der Sonne und des höchsten Gottes) befestigt sind. Ihnen folgen ein Trommler, drei Musiker, die mit Hirschgeweihen auf Schildkrötenpanzer schlagen, zwei Musiker mit geraden Holztrompeten und Spieler einer Gefäßflöte. Rasseln und Trompeten gehören auch zur Darstellung eines Menschenopfers in Raum 3.
Die Azteken verwendeten die Stabrassel chicahuaztli, an der eine hohle Frucht mit Samen befestigt war, außerdem als Schlaginstrumente den Schildkrötenpanzer áyotl und den kupfernen Gong tetzilácatl, den Schraper omichicahuaztli sowie unter den Blasinstrumenten das Schneckenhorn atecocoli.
Aus der indianischen Hohokam-Kultur in Arizona sind bemalte Keramiken aus der Zeit von 700 bis 1200 n. Chr. erhalten, die Tänzer mit Gefäßrasseln zeigen, die sie an Handgriffen halten. Häufig sind auch Längsflöten zur Begleitung von Tänzern abgebildet. In Arizona gefundene prähistorische Rasseln wurden aus Kalebassen, Schildkrötenpanzern oder Ton gefertigt. Entsprechende Funde stammen aus dem 7. Jahrhundert. Ein Rasseltyp besteht aus einem Stiel mit einem Holzrahmen, über den ein Tierfell gespannt ist. Ähnliche Rasseln verwenden die in Arizona lebenden Hopi-Priester beim jährlich aufgeführten Schlangentanz.
Die von den Azteken und anderen präkolumbischen Kulturen bekannte ayacaxtli oder ayacachtli wird bis heute von indigenen Völkern in Mexiko verwendet. Die Kalebassenrassel mit einem kurzen oder einem langen Griff ist mit Federn oder Bändern geschmückt und wird meist paarweise geschüttelt.
Präkolumbische Gefäßrasseln aus Ton in anthropomorpher oder zoomorpher Gestalt, die am Rand von Tongefäßen angebracht wurden, sind in der Archäologie Amerikas als adorno rattle bekannt (von spanisch adornar, „verzieren“). Die Rasseln sind typischerweise sechs Zentimeter lang und mit Rasselkörpern aus Ton gefüllt, mit denen zusammen sie gebrannt wurden. In der Mississippi-Kultur im Südosten der Vereinigten Staaten stammen die meisten adorno rattles aus der Zeit zwischen 1200 und 1400.
In Peru produzierte die Nazca-Kultur um 600–800 n. Chr. den nachfolgend am weitesten verbreiteten Typ von Rasseln: eine Kalebasse, in die an den gegenüberliegenden Seiten ein Loch eingeschnitten und ein Holzstab hindurchgesteckt wurde. An beiden Löchern wurde der als Griff dienende Stab mit einer Klebemasse befestigt. Ein am oberen Loch angeklebtes Bündel aus roten Fasern und langen geflochtenen Menschenhaaren, später aus Federn und Textilien, sollte die Bedeutung der Rassel erhöhen. Zur Verzierung wurden in die Kalebasse schwarze Streifenornamente eingebrannt.
Das älteste Exemplar eines Rasseltyps aus Ton mit einem länglichen eiförmigen Hohlkörper, der in einen Handgriff übergeht, stammt aus Michoacán in Zentralmexiko und wird um 200 n. Chr. datiert. Bei einem ähnlichen, aus Ton kugelförmig mit einem langen Handgriff gebrannten Rasseltyp der peruanischen Moche-Kultur wurden um 700 abstrahierte menschliche Gesichter auf beiden Seiten in die Kugel modelliert.
Schnurrasseln und Rasselstäbe bestanden allgemein aus Schnecken und in der peruanischen Chimú-Kultur (blühte um 1000–1300) auch aus Nussschalen und kleinen metallenen Schellen, die auf gedrehte Schnüre aufgezogen wurden.

### Zentral- und Osteuropa
Zu den selten erhalten gebliebenen Rasseln aus organischen Materialien gehören Schnur- oder Stabrasseln beispielsweise aus aufgereihten Eberzähnen, die in Rabis in Thüringen gefunden wurden und ins ausgehende Jungpaläolithikum (bis vor 11.700 Jahren) datiert werden. In Ageröd in Südschweden wurden um 6000 v. Chr. deponierte Haselnüsse als Reihenrassel bestimmt. Aus einem neolithischen Grab in Ire auf der schwedischen Insel Gotland stammen entsprechend verwendete Vogelknochenstücke. Häufiger sind ab der Bronzezeit (ab dem 3. Jahrtausend v. Chr.) neu hinzugekommene Kettchen aus Bronzescheiben oder -ringen, die als Schmuck und Rassel gedient haben konnten. Rasselbleche und Ringe aus Bronze waren auch an Pferdegeschirren angebracht, wie ein aus der Bronzezeit (um 2200–800 v. Chr.) stammender Depotfund in Eskelheim auf der Insel Gotland belegt.
Die ersten Gefäßrasseln aus Ton sind in Europa seit dem 4./3. Jahrtausend v. Chr. hauptsächlich vom Balkan und von Österreich bekannt. Bemalte rundbauchige Tongefäßrasseln der Ussatowe-Kultur (3500–3100 v. Chr.) wurden in Kindergräbern von Vychvatincy (Republik Moldau) gefunden. Weitere Gefäßrasseln stammen etwa aus dem Laibacher Moor (Slowenien, 3000–1500 v. Chr.). Die meisten Tongefäßrasseln kommen am Übergang von der mitteleuropäischen Urnenfelderkultur (um 1300–800 v. Chr.) zur Hallstattzeit (800–450 v. Chr.) mit dem namensgebenden Fundort in Österreich vor. Um diese Zeit ist auch die Formenvielfalt am größten. Besonders verbreitet waren birnenförmige Gefäßrasseln mit Stiel und Rasseln in Vogelgestalt. Bei Maiersch in Niederösterreich wurden in einem hallstattzeitlichen Gräberfeld eine birnenförmige Tonrassel mit einem Tierkopf neben einer dickbauchigen Vase, die mit einer umlaufenden Reihe „tanzender Frauen“ verziert ist, gefunden.
Metallene Klangkörper waren eine gegenüber den aus sonstigen Materialien gefertigten Rasseln klangliche Neuerung, denn sie produzieren einen wesentlich höheren Ton mit einer längeren Nachklangzeit. Gefäßrasseln gab es in Europa zu allen Zeiten, aber weit verbreitet waren sie erst ab der späten Bronzezeit am Übergang zur frühen Eisenzeit. Zu dieser Zeit wurde das Wachsausschmelzverfahren entdeckt, mit dem man durchbrochene Hohlkörper aus Bronze und damit Schellen gießen konnte. Als Rasselkörper wurden Eisenkügelchen eingeführt. Die Kombination der beiden Metalle blieb in späteren Zeiten erhalten, sie bestimmte die Konstruktion der kleinen römischen Bronzeglocken und wird bis zu den heutigen Kirchenglocken beibehalten, die mit einem Eisenklöppel angeschlagen werden.
Bei einer zur mitteleuropäischen Urnenfelderkultur gehörenden Bronzerassel aus dem 11. Jahrhundert v. Chr. gleitet ein Ring, an dem zwei Plättchen hängen, an einer Stange.

#### Tongefäßrasseln der Lausitzer Kultur

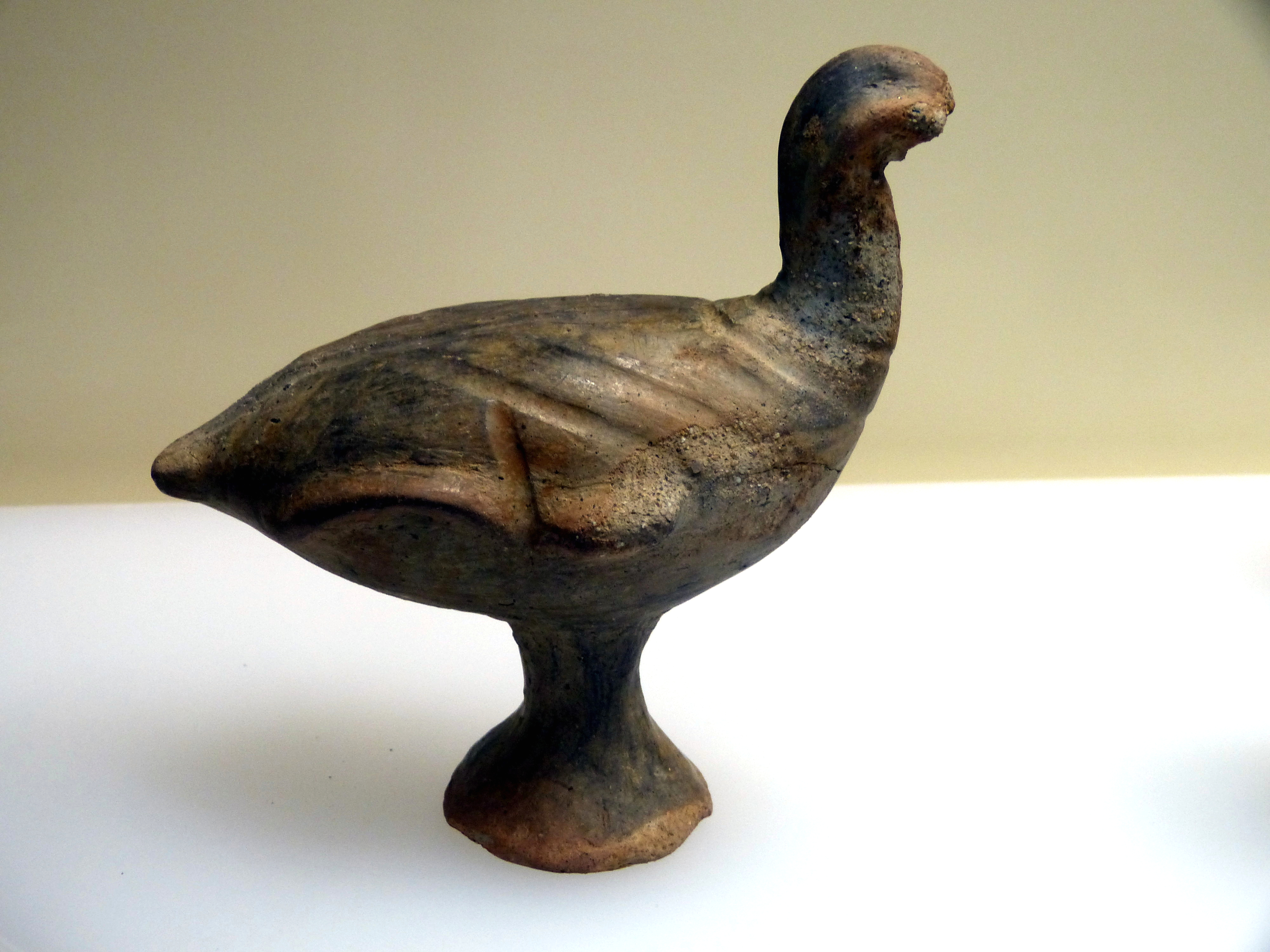
Vogelgestaltige Gefäßrassel aus Bronze. Billendorfer Kultur, Fundort: Gräberfeld bei Krieschow

Ein zeitlicher Schwerpunkt bildet die bronze- und eisenzeitliche Lausitzer Kultur einschließlich der Billendorfer Kultur (um 1300–500 v. Chr.) in Ostdeutschland und Polen. Typisch für Rasseln der Lausitzer Kultur sind vogelgestaltige, tiergestaltige und menschengestaltige Figuren sowie eiförmige Tonrasseln. Ihre Größe beträgt in Ostdeutschland 3,4 bis 16,4 Zentimeter. Nach der Katalogisierung von etwa 350 Rasseln lassen sich zehn Formengruppen unterscheiden, die parallel verwendet wurden, also keiner zeitlichen Entwicklung von der Bronze- zur Eisenzeit folgen. Die meisten Rasselfunde stammen aus Gräbern und diese wiederum überwiegend aus Kindergräbern. Eine allgemeine Verwendung als Kinderspielzeug lässt sich daraus jedoch nicht ableiten. Auch in Frauengräbern waren Rasseln häufiger. Die frühesten Rasseln stammen aus der späten Bronzezeit (Ha A1, 1200–1100 v. Chr.) und wurden in Brandenburg gefunden. In den folgenden Jahrhunderten breiteten sich die Tonrasseln nach Westen und nach Osten aus, sodass in Polen die meisten Exemplare aus dem 9./8. Jahrhundert v. Chr. gefunden wurde.
Etwa ein Viertel der Rasseln sind vogelgestaltig. Spekuliert wird über die kulturelle Bedeutung des Vogelmotivs, das wahrscheinlich zu religiösen Ritualen gehörte und, weil es besonders in Gräbern vorkommt, mit Vorstellungen von Tod in Verbindung stand. Ein Zusammenhang besteht möglicherweise mit der Symbolik von Wasser und Regen, verkörpert in Wasservögeln (Enten), die schwimmen und fliegen können, weshalb in ihnen ein Bindeglied zwischen der unteren (dunklen) Welt und dem Himmel (Sonne) gesehen wurde. Beides sind für den Menschen in der dreigeteilten Welt unerreichbare Bereiche.

#### Eisenzeitliche Bronzegefäßrasseln
Rundliche oder doppelkonusförmige, geschlitzte oder mit dreieckigen Öffnungen ausgestattete Bronzegefäßrasseln waren von Westasien bis nach Zentraleuropa verbreitet. Die Fundorte erstrecken sich von Luristan in Iran nach Nordwesten über Armenien, die Kuban-Region, den Balkan bis – während der Hallstattzeit – nach Österreich, der Schweiz und Ostfrankreich. Sie wurden in Europa allgemein als Schmuckstücke und als Bestandteile von Bronzegehängen verwendet.
In der Höhle Gajina Pećina nördlich der Plitvicer Seen in Kroatien wurden zwei kugelförmige geschlitzte Bronzeobjekte vom Ende der Urnenfelderkultur (9. Jahrhundert v. Chr.) gefunden. Die Kugeln sitzen auf einem gut doppelt so langen Stift. Neben diesen Kugeln mit langen Schlitzen wurden auch solche mit quer in der Mitte umlaufenden Stegen und dreieckigen Aussparungen in beiden Hälften gefunden. Ähnliche Bronzebommeln gelangten in die mittelitalienische Villanovakultur der Phase II (800–750 v. Chr.) und Phase III (750–680 v. Chr.). Die meisten zentraleuropäischen Bronzegefäßrasseln waren Grabbeigaben und im Brustbereich des Bestatteten deponiert, was auf ihre Verwendung als Schmuckstücke hinweist. Gegen Ende der auf dem Balkan bis ins 5. Jahrhundert v. Chr. dauernden Hallstattzeit verschwanden sie, mit Ausnahme von Serbien, wo dieser Bronzeschmuck noch bis ins 2. Jahrhundert n. Chr. beibehalten wurde.
In das überwiegend zu Ungarn gehörende Karpatenbecken wanderten seit prähistorischen Zeiten bis zur Landnahme der Magyaren Ende des 9. Jahrhunderts nomadische Völker von Osten ein. Zu diesen über die Eurasische Steppe vordringenden Völkern gehörten auch die Skythen, mit denen die Hallstattkultur in dieser Region um 600 v. Chr. zusammenbrach.
Den Skythen werden eine Gruppe von in Ungarn gefundenen Rasseln aus der Mitte des 1. Jahrtausends v. Chr. zugeschrieben. Die meisten skythischen Rasseln wurden im Nordkaukasus und am Fluss Kuban im Norden des Schwarzen Meeres, weitere aus dem 6. bis 4. Jahrhundert v. Chr. westlich davon in der Sula-Region am linken Ufer des Dnepr ausgegraben. Die Fundobjekte stammen überwiegend aus Kurganen (aufgeschütteten Grabhügeln) und gehören zu den eisenzeitlichen Rasselkäfigen oder Schlitzbommeln.
Die skythischen Rasseln sind aus Bronze gegossene Schellen, die als Anhänger oder als Stangenbekrönung (englisch pole-tops), funktionell als Zepter, verwendet wurden. In der Sula-Region bestehen die frühesten Stangenbekrönungen aus einem asymmetrischen doppelkonischen oder birnenförmigen Hohlkörper, der meist auf beiden Seiten mit dreieckigen Schlitzen durchbrochen ist. Üblicherweise geht der Rasselkäfig (Schlitzbommel) am oberen Ende in eine tier- oder vogelgestaltige Figur über. Im 4. Jahrhundert v. Chr. wurden die Stangenbekrönungen von Sula symmetrisch, der doppelkonische Hohlkörper war zwar noch vorhanden, war aber nicht mehr mit Rasselkörpern gefüllt. Deren Funktion übernahmen nun außen angehängte Glöckchen. Die rituelle Verwendung und die Form der Stangenbekrönungen weichen regional etwas voneinander ab.
Die aus Ungarn stammenden Stangenbekrönungen sind entweder asymmetrisch doppelkonisch mit langen Schlitzen oder bienenkorbförmig mit zwei Reihen von dreieckigen Aussparungen. Auf dem spitz zulaufenden Ende tragen sie einen Hirsch, ein Rind, Pferd, Raubkatze oder einen Vogel. Der Rasselkörper ist 6,7–12,5 Zentimeter lang, die Gesamtlänge der Stangenbekrönung einschließlich der Tierfigur beträgt 8,2–26 Zentimeter. Die zwischen etwa 100 und 800 Gramm schweren Objekte bestehen aus einer Bronzelegierung, die sich aus 90 Prozent Kupfer und 10 Prozent Zinn zusammensetzt. Als Rasselkörper dienen Steinchen oder Eisenkügelchen. Damit die Rasseln eine gewisse Zeit lang durch Pendelbewegungen zum Klingen gebracht werden konnten, dürften die Holzstangen, an denen sie befestigt waren zwischen 50 und 150 Zentimeter lang gewesen sein. Ihre spezifische rituelle Funktion ist unklar. Mit den Skythen verschwanden in Südosteuropa im 3. Jahrhundert v. Chr. auch die Bronzerasseln. Erst mit der Einwanderung der Awaren in das Karpatenbecken gelangten im 6. Jahrhundert n. Chr. wieder Schellen nach Europa.
Eine andere Form haben spätbronzezeitliche und früheisenzeitliche Gefäßrasseln aus Irland. Dort wurden in den 1820er Jahren im Dowris-Hort birnenförmige oder ungefähr ovale Bronzeschellen (irisch crotals) aus dem 9. Jahrhundert bis um 600 v. Chr. entdeckt. Insgesamt enthielt die einzigartige Fundstelle über 200 Bronzeobjekte. Die Schellen werden nach der Anzahl der zur Verzierung aufgeritzen Rillen in drei Gruppen eingeteilt. An einem Ende ist ein Ring angebracht, um die Schelle aufzuhängen oder um beim Spiel einen Finger durchzustecken. Der irische Rasseltyp unterscheidet sich nach Form und Gusstechnik von den übrigen europäischen Bronzeschellen und stellt somit wahrscheinlich eine eigenständige Entwicklung dar.

#### Mittelalter und frühe Neuzeit

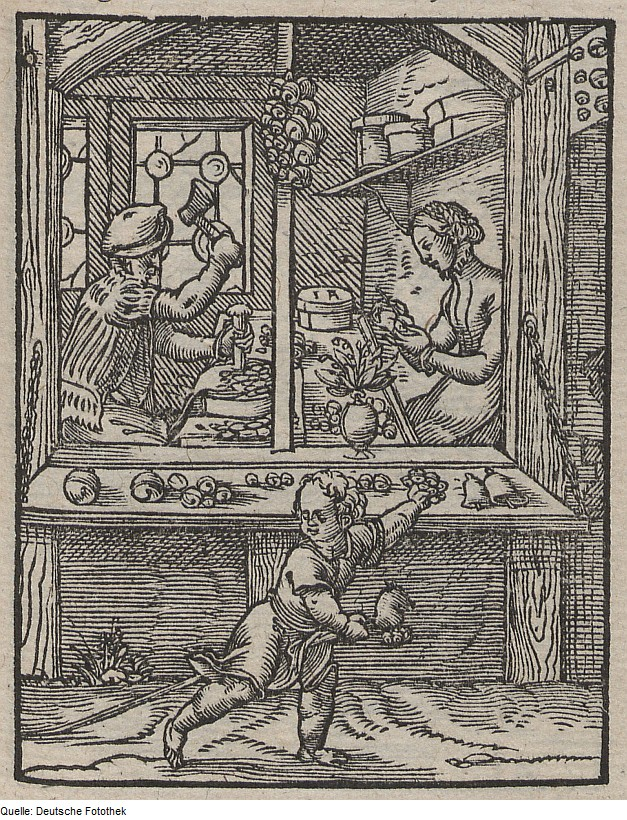
„Der Schellenmacher“. Holzschnitt von Jost Amman, 1568

Die mittelalterlichen Schlaginstrumente bestanden zu einem großen Teil aus Rasseln in Form von Rahmenrasseln und Gefäßrasseln. Letztere waren Rollschellen, die als „Schlotterlein“, „Schlatterlein“, „Schletterlein“ und „Schlöderle“ bekannt waren, nach dem Verb schlottern, „lose hängen, sich lose hin und her bewegen, schwanken“. Die Rollschellen sind aus zwei halbkugelförmigen, mit Schlitzen versehenen Blechen zusammengelötet. Durch die umgebördelten Ränder entsteht an der Verbindungsstelle ein Wulst. Solche Rollschellen lobt Peter Suchenwirt in seinem Gedicht Sieben Freuden Mariae von 1376 für ihren „suezen“ Klang. Schellen waren an der Kleidung von Adligen befestigt, außerdem an Rüstungen, Röcken, Zelten und Pferden von Rittern. Die Schellenkappe wurde zur typischen Narrenkappe. Im Totentanz von Kientzheim von 1517 wird eine solche mit „zwuo schellen“ erwähnt. Spätestens ab dem 15. Jahrhundert gehörten Schellengürtel, Schellenbündel oder einzelne Schellen zur Ausstattung der Narrentracht. Schellen dienten auch zur allgemeinen Tanzbegleitung.
In der wohl im 13. Jahrhundert abgefassten mittelhochdeutschen Fassung der Erzählung Tristan und Isolde trägt der wundersame Hund Petitcreiu um seinen Hals eine Schelle, welche die magische Fähigkeit besitzt, den Kummer der in ihrer Nähe weilenden Person zu vertreiben. Beim spätmittelalterlichen Moriskentanz in Westeuropa trugen die Teilnehmer an ihren Kostümen zahlreiche Schellen, auch die Steckenpferde, die sie ritten, waren mit Schellen behängt. Als der spätere Kaiser Karl V. 1517 in Spanien empfangen wurde, traten bei der Begrüßungszeremonie 20 singende und Tamburin spielende Mädchen auf, die „à la morisque“ Schellen um ihre Hüften, Arme und Knöchel trugen.
Die Nachfrage nach Schellen war so groß, dass es im 15. Jahrhundert auf Schellen spezialisierte Handwerker gab, die 1413 in Nürnberg als Zunft der „Schellenmacher“ erwähnt wurden. Ein Holzschnitt des Grafikers Jost Amman aus dem Jahr 1568, betitelt „Der Schellenmacher“, zeigt eine Nürnberger Schellenmacherwerkstatt. Im Verlauf des 16. Jahrhunderts wurde der in der christlichen Liturgie vielfache Gebrauch von Schellen zunehmend abwertend kommentiert. So fordert der Dichter Johann Fischart 1573: „Macht nicht die leüt doll, dumm vnd stumm, Gleich wie die Hörner vnd die Schellen“.
Zu den kombinierten Perkussionsinstrumenten gehört die Schellenpritsche, die aus der Verbindung einer Klapper mit einer Schelle besteht und die von Jost Amman 1568 als „Schelln für den Prittschenmann“ bezeichnet wird. Seit ihrer Einführung im 13. Jahrhundert aus dem Orient ist die Schellentrommel (Tamburin) eine Kombination aus Schellenkranz und Rahmentrommel.

## Einteilung

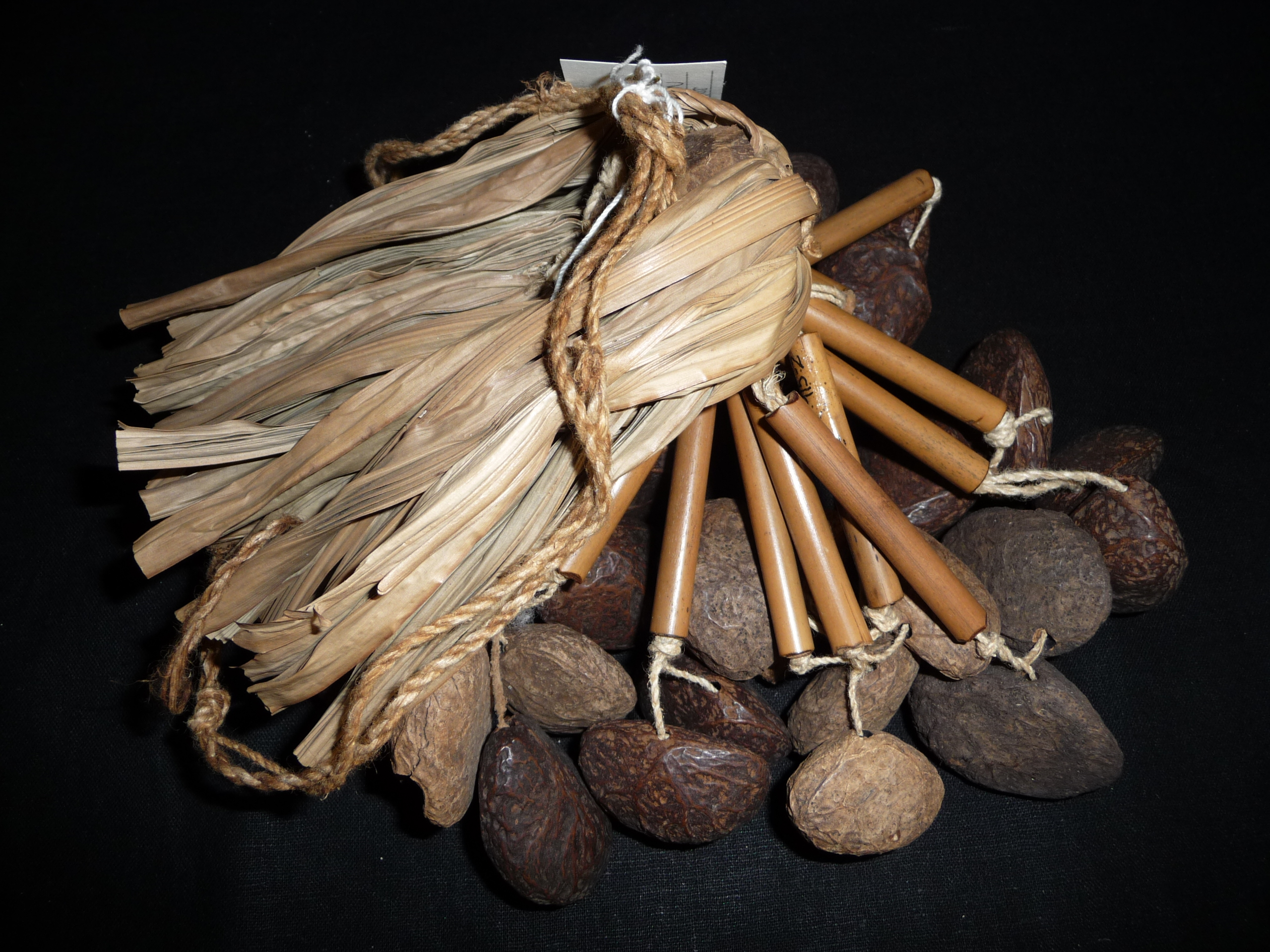
Schnurrassel (Kettenrassel) aus Samen und Blättern in der Musik Neuguineas. Von Tänzern an den Fußgelenken getragen

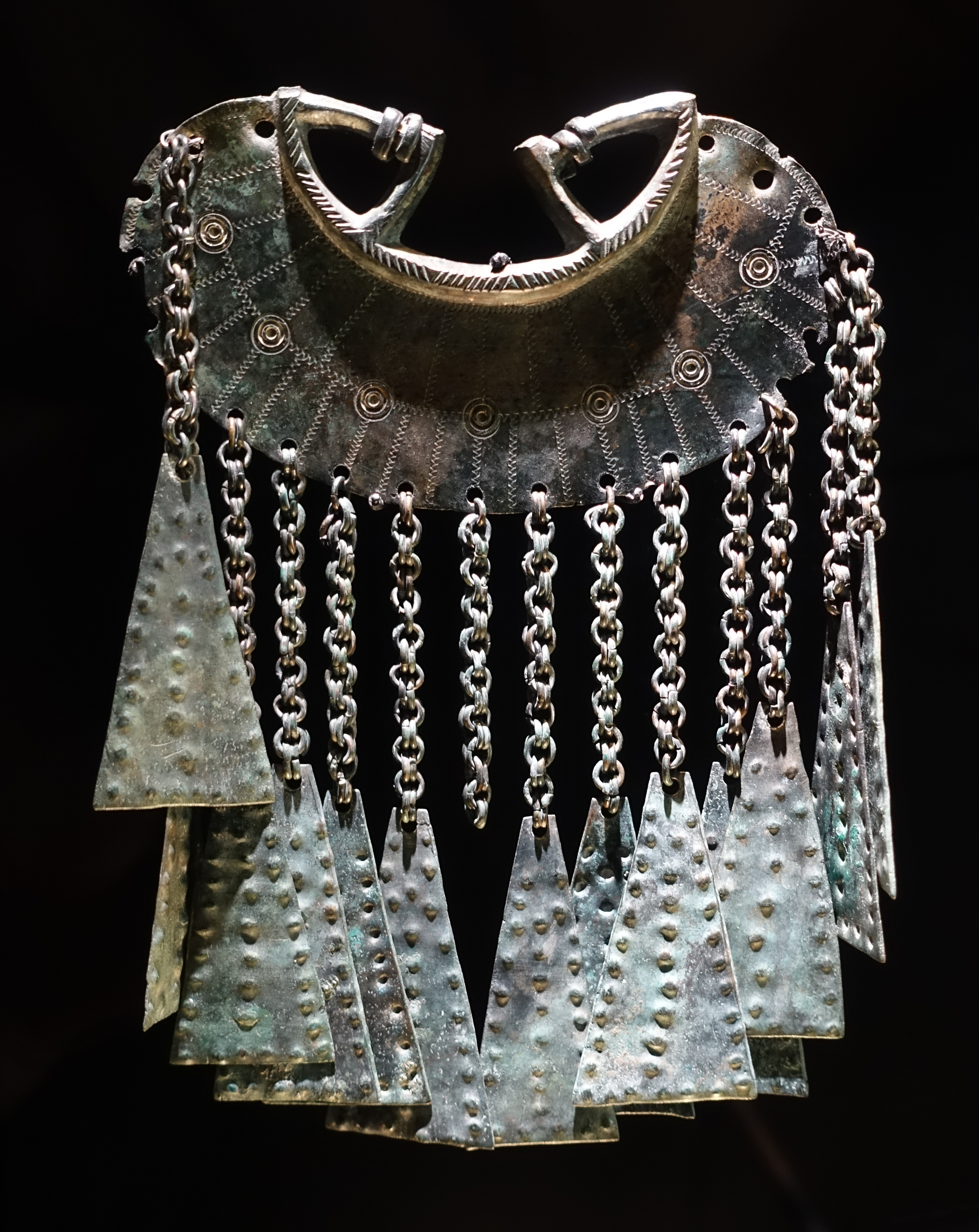
Pendelrassel aus Mahlstetten aus dem 7. oder 6. Jahrhundert v. Chr.

Rasseln kommen in zahlreichen Varianten vor. Sie werden nach der Hornbostel-Sachs-Systematik wie folgt klassifiziert, wobei es teilweise zu Überschneidungen kommt:
- Reihenrasseln (112.11): Die aufgereihten Rasselkörper schlagen gegeneinander. Zimbelstern, Schellenbaum (die Schellen sind Gefäßrasseln)
  - Schnurrasseln (112.111): Die Rasselkörper sind hintereinander an einer Schnur aufgereiht oder an mehreren Schnüren mit einer gemeinsamen Aufhängung so befestigt, dass sie beim Schütteln gegeneinander schlagen. Dazu gehören in vielen Regionen beim Tanzen verwendete Fußrasseln. Häufig bestehen sie aus Fruchtkapseln.
  - Stabrasseln (112.112): Die Rasselkörper sind auf einen geraden oder ringförmigen Stab aufgereiht. Sie sind von beliebiger Form: durchbohrte Kugeln, Plättchen, Ringe (Sistrum mit Ringen oder Scheiben).
- Rahmenrasseln (112.12): Die Rasselkörper schlagen an den Gegenstand, an dem sie befestigt sind.
  - Pendelrasseln (112.121): Die Rasselkörper hängen frei nebeneinander an einem Gegenstand, etwa an einer Kalebasse.[69]
  - Gleitrasseln (112.122): „Nichtklingende Körper gleiten in Ausschnitten eines klingenden hin und her und setzen ihn in Schwingung, oder klingende Körper gleiten in Ausschnitten eines nichtklingenden hin und her und werden beim jedesmaligen Anstoßen von diesem in Schwingung gesetzt.“ Sistrum mit verschiebbaren Metallstäben, Schellenring (Schellenring am Tamburin), Chocalho (im brasilianischen Samba)
- Gefäßrasseln (112.13): aus einer Fruchtschale (Kalebasse): Maracas, Cabasa, Eggshaker und andere Shaker. Aus Holz, Bambus oder einer Blechröhre: Schüttelrohr. Eine weitere Gruppe bilden geflochtene Gefäßrasseln: kayamba, nach der Form als Floßrassel bezeichnet.
- Folienrassel: Donnerblech. Bei Folienrasseln wird durch die Materialspannung im Gefüge von Metallfolien oder Metallblechen durch Biegen, Aufschlagen oder Schütteln ein Knistern oder ein anhaltender lauter Klang erzeugt.
- Kombinierte Klangerzeuger: Die indische chimta gehört nach der Grundform zu den Gabelbecken, die als Gegenschlagstäbe oder Stabklappern (111.11) klassifiziert werden. Die außen angebrachten Rasselplättchen sind Stabrasseln. Eine typologische Mischform zwischen idiophonen Gefäßrasseln und Membranophonen sind die Rasseltrommeln sowie zwischen Stabrasseln und Membranophonen die Schellentrommeln (Tamburin, arabische riqq, teilweise daf, daira und rebana).

## Verbreitung und Spielweise
Rasseln sind nahezu weltweit als Kinderspielzeug und in der musikalischen Früherziehung verbreitet. Als Babyrassel oder Kinderrassel bezeichnet werden Rasseln in unterschiedlichster Form Säuglingen und Kleinkindern als Spielzeug gegeben, um deren sensomotorische Fähigkeiten zu entwickeln.
Bei Kulten in Schwarzafrika und für Priester ethnischer Religionen in Nord- und Südamerika sind Rasseln bevorzugte Ritualinstrumente. Rasseln gehören zu den Praktiken schamanischer Priester in Korea ebenso wie zu Tanzliedern mancher australischer Aborigines.
In der Unterhaltungsmusik werden Gefäßrasseln heute unter anderem im Cha-Cha-Cha, Tango und Jazz verwendet.
Auch in der sinfonischen Musik werden Rasseln eingesetzt, etwa in Antigonae (1949) und in Ludus de nato Infante mirificus (Weihnachtsspiel, 1960) von Carl Orff und in Ode an den Westwind (1953) von Hans Werner Henze. In Benjamin Brittens The Prodigal Son (1968) soll eine konische Kalebassenrassel verwendet werden, um zwei unterschiedliche Töne zu produzieren. Luciano Berios Werk Circles (1960) benötigt zur Gesangsstimme mehrere Perkussionsinstrumente einschließlich mit Samen gefüllte Gefäßrasseln. Paolo Castaldi schrieb Tendre (1962) für Gesangsstimme und 21 Perkussionsinstrumente, darunter mindestens vier Kuhglocken, das Schrapinstrument Güiro und hängende Rasseln.

### Gefäßrasseln
Die weltweit am häufigsten vorkommenden Gefäßrasseln bestehen aus einem mit harten Rasselkörpern von Sandkorn- bis Nussgröße gefüllten festen Hohlkörper. Wird dieser rhythmisch geschüttelt, erzeugen die gegen die Wandung und gegen sich selbst schlagenden Teilchen ein spezifisches prasselndes Geräusch. Schellen und Kalebassenrasseln sind die wohl am weitesten verbreiteten Gefäßrasseltypen, letztere kommen am häufigsten in Afrika und Amerika vor. Korbrasseln gibt es vor allem in Afrika, Amerika und in Ozeanien. Weitere Materialien für den Hohlkörper sind unter anderem Ton, Rohre, Fruchtschalen, Eier, Schildkrötenpanzer, Blechkanister und Plastikgefäße. Die Hohlkörper müssen aus einem harten Material bestehen, falls sie selbst klingen sollen.
Es gibt auch Gefäßrasseln aus elastischer Tierhaut (Magensack), bei denen nur die gegeneinander schlagenden Rasselkörper das Geräusch erzeugen, etwa die barškutis in Litauen, die aus einem aufgeblasenen getrockneten Tiermagen oder einem Vogelschlund besteht, der mit Erbsen oder Steinchen gefüllt ist. Der Hautsack wird an einer Schnur festgebunden, die zwischen den Gabeln eines Y-förmigen Stabs gespannt ist, der als Handgriff dient. Die barškutis ist in Litauen ein traditionelles Kinderspielzeug. Die einfachste Form einer Gefäßrassel sind die beiden gewölbten und gegeneinander gedrückten Handflächen. Die Navajo schütteln darin bei einer Zeremonie einige in Form und Farbe festgelegte Feuersteine.
Viele Gefäßrasseln besitzen einen angesetzten oder wie bei der Kalebasse zum Hohlkörper gehörenden Handgriff. Über diesen kann ein zweiter Hohlkörper zu einer Hantelform verbunden sein. Bei Gefäßrasselspielen sind mehrere Gefäßrasseln auf einem festen Träger (Holzgestell) oder häufiger auf einem elastischen Band (Schellen von Tanzrasseln) befestigt.

#### Afrika
Rasseln, bei denen die Rasselkörper an einem das Gefäß umgebenden Netz befestigt sind und von außen auf jenes einwirken, zählen ebenfalls zu den Gefäßrasseln. Eine häufige Gruppe sind die Kalebassenrasseln, die aus einer ausgehöhlten Kalebasse mit einem äußeren Netz von Rasselkörpern bestehen. Hierzu gehören die shékere (sekere) in Mittel- und Südamerika, die axatse in Ghana und die daghumma in Mauretanien. Die sekere der Yoruba in Nigeria ist mit einem Netz von Kaurischnecken umgeben. Bei den Igbo heißt dieser Rasseltyp nyo, ishaka oder osha und bei den Hausa in Nigeria gwantso. Bei den Mende in Sierra Leone spielen nur Frauen die Kalebassenrassel segbureh mit einem Netz aus Schnecken, Glasperlen oder Knöpfen.
Ausschließlich Frauen spielen auch die längliche Kalebassenrassel chitsukulumwe mit eingeschlossenen Maiskörnern bei den Ambo nördlich von Mwanza in Malawi. Zum Verschließen der Kalebasse wird ein Stück von einem Maiskolbenstrunk in die Öffnung gesteckt. Mehrere am Boden sitzende Frauen halten die Kalebasse meist mit der linken Hand am dünnen Ende und schlagen sie mit der rechten Hand. Die Rasseln dienen zur Begleitung der gleichnamigen erzählenden Lieder.
Eine beispielsweise ein Zentimeter hoch mit Plastikkügelchen gefüllte runde Blechdose mit einem hölzernen Handgriff wird in Malawi auf Chichewa maseche genannt und produziert paarweise mit beiden Händen geschüttelt die rhythmische Grundstruktur (time-line pattern).

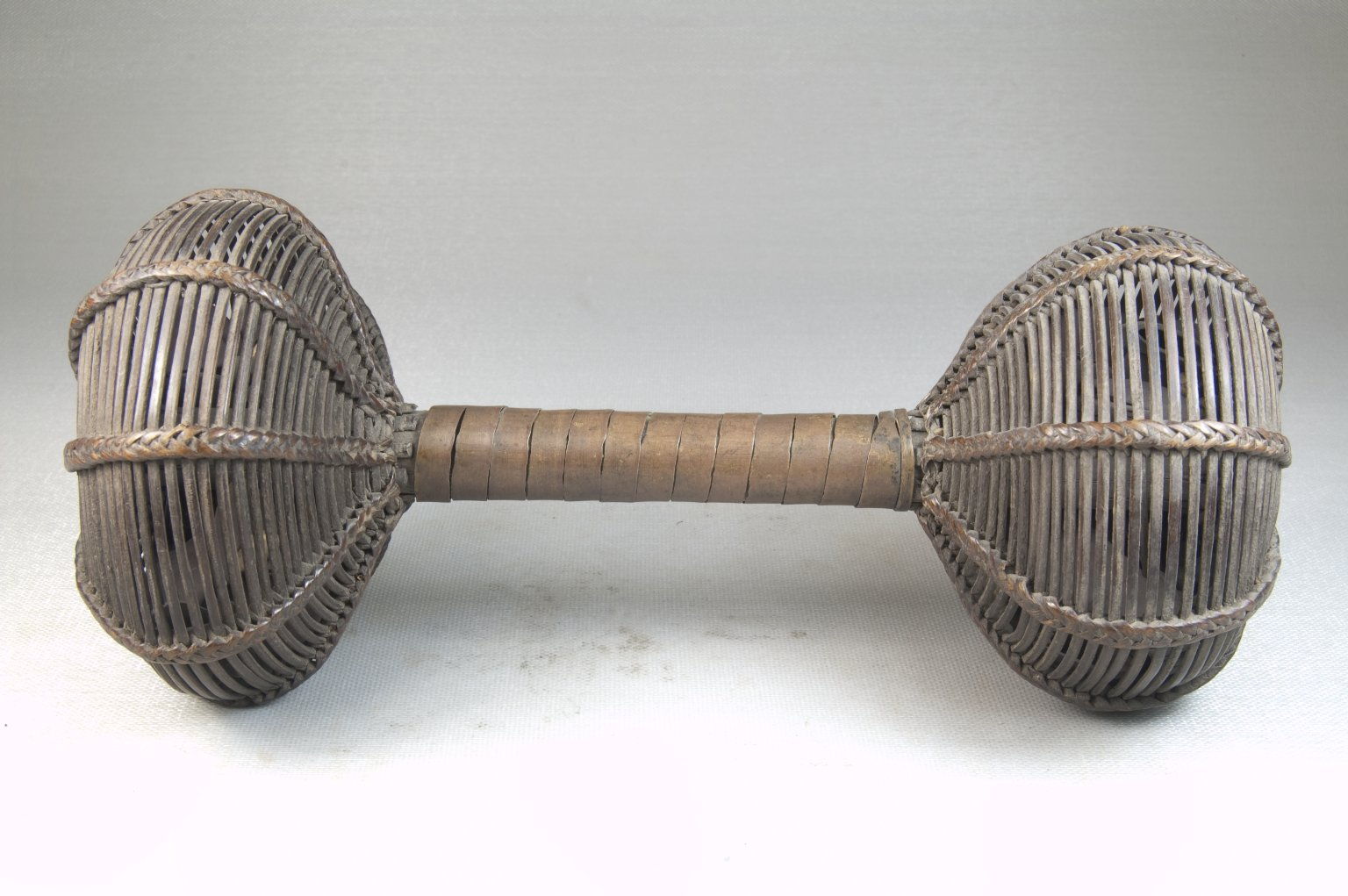
Hantelförmige Korbrassel musambu aus Angola oder Kongo, Ende 19. / Anfang 20. Jahrhundert

Bei der Behandlung einer Krankheit, die als Einwirkung einer bösen Magie oder als Strafe der Ahnen aufgefasst wird, ziehen die Chokwe in Angola einen Heiler und Wahrsager (tahi) zurate, der in einer (taha) ngombo genannten Zeremonie die Krankheitsursache erforscht. Der Ablauf der Zeremonie, der Einsatz der verwendeten Musikinstrumente und die gesprochenen Formeln sind festgelegt. Rasseln sind zwingend erforderlich. Der Heiler hält in der linken Hand die Gefäßrassel lusangu aus einer Fruchtschale an einem Holzstiel und in der rechten Hand die hantelförmige Korbrassel musambu wa tahi. Sie bilden zusammen mit Schellen (ngezo) oder einer europäischen Handglocke die rhythmische Struktur für den Sprechgesang. Für die Anrufung von Geistern oder Ahnen ist in Zentralafrika generell die magische Wirkung von Rasseln, Schellen oder sonstigen Idiophonen unverzichtbar. Dies erkannte bereits der holländische Arzt Olfert Dapper (1636–1689), der 1670 das magische Inventar eines zentralafrikanischen Heilkundigen und Geisterbeschwörers aufzählt: „… vielerley Schnäckenhörnlein / Steinlein / eiserne Schällen / gedruknete Baumgewächse / Kreuter / Federn / Ertzwercke / Hartz / Holtzrinden / Wurtzeln / Saamenkörner / Lappen / Schnipperinge / Grähten / Klauen / Hörner / Zähne / Haar und Nägel von weissen Zwärgen“. Umgeben von diesen Dingen sitzt der Heiler auf einer Matte mit „eisernen Schällen zwischen seinen Fingern“.
Der Glaube an chwezi-Geister steht im Zentrum der afrikanischen Religion in den traditionellen Königreichen von Bunyoro und Ankole in Uganda. In regelmäßigen Abständen und zu besonderen Gelegenheiten fanden Zeremonien zu Ehren der chwezi statt. Die chwezi gelten als starkes Volk, das vor Jahrhunderten aus dem Norden kam, die Bewohner des ostafrikanischen Zwischenseengebiets besiegte und schließlich weiter südlich hinter den Seen und Bergen verschwand, während nunmehr ihre Geister über das Gebiet herrschen. Bei den Hima waren früher Rasseln die einzigen beim chwezi-Kult verwendeten Musikinstrumente, nur bei einigen Gesängen begleitet eine Musikerin auf der Schalenzither inanga. Ansonsten verwenden sie für die Ritualmusik die kastenförmige flache Floßrassel akakyenkye (der kayamba ähnlich), die Rollschelle amajugo, die Kalebassenrassel enjebajebe und die Blechdosenrassel esaasi (in die mit einem Nagel ringsum Löcher eingeschlagen wurden). Bei den Bewohnern von Ankole heißt die für chwezi-Rituale eingesetzte Kalebassenrassel oburengo. Die Kalebasse hat einen Durchmesser von 10–14 Zentimetern und ist mit Samen oder Steinchen gefüllt.
Voodoo-Kulte der Fon in Togo werden von einem vodusi geleitet, der eine große Kalebassenrassel (azogo) verwendet. Weitere Musikinstrumente, die beim Voodoo gespielt werden, sind unterschiedlich große Röhrentrommeln (ohoun), Einfachglocken und Doppelglocken (oga). Kalebassenrasseln gehören bei den Fon auch zum Ritualtanz cyngume, mit dem an einen Verstorbenen erinnert wird, zusammen mit einer großen, mit einem Hautstreifen geschlagenen Kalebasse (ógò), einer Wassertrommel aus zwei auf dem Wasser schwimmenden Kalebassenhälften (tohoun), ein Stück Tierhaut (afafa), zwei Doppelglocken und die kurze „Dahomey-Flöte“ aflekungwe.
Bei vielen musikalischen Formen bilden Rasseln mit anderen Musikinstrumenten ein Ensemble für eine bestimmte Funktion und mit einem spezifischen Repertoire. So spielen im Süden Kameruns stets vier Xylophone mendzan und die Korbgefäßrassel engis zusammen, häufig noch durch eine einfellige Trommel ergänzt. Die Blechdosenrassel esaasi der Ankole in Uganda gehört zur Begleitung der Röhrenspießgeige endingidi. Der Gebrauch mancher Rasseln ist ausschließlich besonderen sozialen Gruppen vorbehalten. Andere Rasseln haben ihren traditionellen musikalischen und sozialen Rahmen verlassen. Die Stabrassel krindie der Baule in der Elfenbeinküste wurde früher nur bei Initiationen verwendet und ist heute ein Unterhaltungsmusikinstrument.

#### Zentralamerika

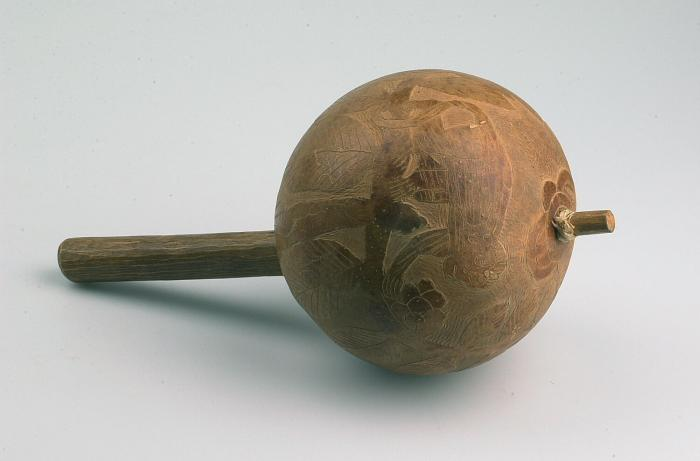
Kalebassenrassel mit durchgestecktem Stiel von Maroons in Surinam. Vor 1963

In der christlichen Rara-Festsaison in Haiti, die an Aschermittwoch beginnt und sieben Wochen dauert, wird in der zeremoniellen Musik die Rassel joucoujou verwendet, die aus einem etwa 1,5 Meter langen Holzkreuz besteht, an dessen drei Enden eine Kalebassenrassel befestigt ist. Eine weitere bei diesen Prozessionen verwendete Gefäßrassel ist die tchancy, die aus einer mit Samen gefüllten Blechdose besteht.
Zum Besessenheitsritual myal der Maroons (ehemals geflohene afrikanische Sklaven in der Karibik) in Jamaika, unter denen sich im 18. Jahrhundert zuerst die quadratische Rahmentrommel gumbe verbreitete, gehörten bis ins 20. Jahrhundert neben der gumbe Kalebassenrasseln (manchmal shac-shac genannt), Rohrflöten und einige Saiteninstrumente. Der Maler Richard Bridgens (1785–1846) hielt in einigen Illustrationen den karibischen Alltag fest. Auf einer Zeichnung von 1820 versammeln sich die auf einer Zuckerrohrplantage auf Trinidad festgehaltenen schwarzen Sklaven am Abend zu Musik und Tanz. Ihre selbst gefertigten Begleitinstrumente sind eine Fasstrommel, ein Triangel, ein Blechgefäß, eine Heugabel, Kalebassenrasseln und ein Hufeisen als Taktgeber zum Ersatz afrikanischer Doppelglocken (agogô oder gankogui).
In den Kulten des haitianischen Voodoo wird die Kalebassenrassel asson mit einem Netz aus Korallenstücken und Schlangenknochen verwendet. Sie dient als Symbol des Priestertums der Mambos und Houngans.
Die afrokubanische Gefäßrassel anukué besteht aus zwei trichterförmigen Blechkörpern von drei Zentimetern Durchmesser an der Basis, die an den Spitzen zusammengelötet wurden. Sie sind mit Steinchen, Samen oder Metallteilen gefüllt und lassen sich mit der Hand in der Mitte in einer Drehbewegung schütteln. Die heute seltene anukué gehört zu religiösen Ritualen.

#### Nordamerika

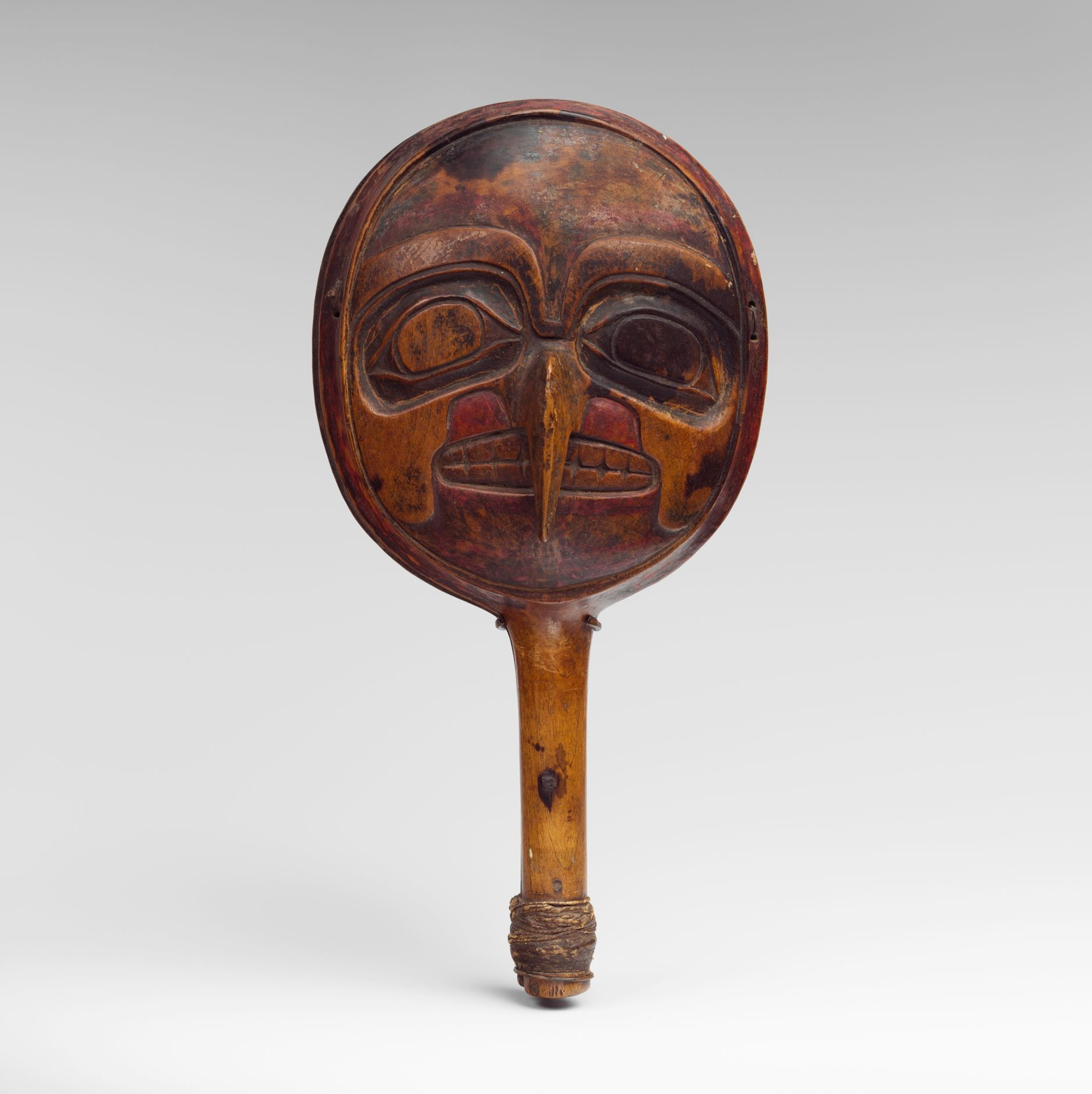
Hölzerne Gefäßrassel mit menschlichem Gesicht der Haida oder Tsimshian in British Columbia an der amerikanischen Nordwestküste. Um 1880

Bei einigen Indianern Nordamerikas praktiziert eine gesonderte Medizingesellschaft (midewiwin) religiöse Zeremonien, die von einem Schamanen geleitet werden. Kalebassenrasseln und Wassertrommeln sind die für die Zeremonie benötigten Musikinstrumente. Für Heilungszeremonien und Regenzauber haben Gefäßrasseln eine ähnliche Bedeutung wie Schwirrhölzer.
Von den indigenen Völkern der kanadischen Provinz British Columbia sind in Museen kunstvoll geschnitzte hölzerne Gefäßrasseln erhalten, die Schamanen in Heilungsritualen und zur Kontaktaufnahme mit jenseitigen Mächten verwendeten. Eine typische Rassel der Gitxsan (Kitksan) besteht aus zwei Halbkugeln aus Zedernholz, die durch zwei Metallstifte und Hautstreifen zusammengehalten werden. Die Kerbschnitzerei zeigt einen plastisch hervortretenden Biberkopf und unterhalb ein eingerahmtes menschliches Gesicht. Die Symbolik basiert auf der Vorstellung, dass sich jedes Tier in einen Menschen verwandeln kann.
Von den Salish auf Vancouver Island stammen Schamanen-Gefäßrasseln aus Schildkrötenpanzern, die als magisch gelten. Ein Exemplar aus dem Horn eines Bergschafs, dessen Griff mit Wolle umwickelt ist, trägt das eingekerbte Gesicht des übernatürlichen magischen Wesens Swaixwe. Rasseln werden aus dem Panzer der Schnappschildkröte (Chelydra serpentina) gefertigt. Eine Schildkrötenrassel, die vom zu den Irokesen gehörenden Stamm Seneca hergestellt wurde, misst mit angebundenem Handgriff 58 Zentimeter. Solche Rasseln gehörten zusammen mit hölzernen Masken zu den Zeremonialobjekten des Maskenbunds der Falschgesichter (False Faces) bei den Irokesen. Die maskierten Mitglieder pflegten geheime Heilungsrituale in Privathäusern und traten außerdem im Frühjahr und Herbst mit ihren Rasseln bei Ritualen zur Vertreibung von Krankheitsgeistern öffentlich in Erscheinung. Bei einigen Ritualtänzen verwenden die Irokesen zur Gesangsbegleitung Kalebassenrasseln, Rinderhornrasseln, Trommeln und gelegentlich als Schlagidiophon Schildkrötenpanzer.
Die Navajo im Süden der Vereinigten Staaten besitzen mehrere Typen von Gefäßrasseln, die in der Navajo-Sprache ‘aghááł genannt werden. Namenszusätze dienen zur näheren Bestimmung. ‘Adee ‘aghááł ist ein farbig bemalter Flaschenkürbis von rund 16 Zentimetern Durchmesser mit einem zur Verlängerung in den Hals gesteckten Holzstab. Der Kürbis symbolisiert Pflanzenwachstum und Fruchtbarkeit, die angebrachten Federn stehen für Regenwolken und die magische Kraft des Adlers. Entsprechend wird die Rassel für ein Ritual mit maskierten Tänzern gebraucht.
Eine weitere rituell verwendete Gefäßrassel, ‘akal ‘aghááł, besteht aus einem Stück Tierhaut, das zu einem kleinen Sack gefaltet und an einem Handgriff festgebunden ist. Im Innern befinden sich Rasselkörper aus Türkis und Muscheln. Die aufgemalten Motive (Sonne, Mond, Regenbogen) haben eine symbolische Bedeutung, die mit ihr begleiteten Lieder richten sich an übernatürliche Mächte.
Die Omaha verwendeten nach einer Beschreibung von 1893 eine große Kalebassenrassel pe’xe (pae-g' hae), die je nach der gewünschten Tonhöhe feine oder grobe Steinchen enthielt. Zur Liedbegleitung bei einem religiösen Ritual wurde entweder ein Geräuschteppich oder ein kurzer Schlag mit Rückschlag produziert.

#### Südostasien, Ozeanien

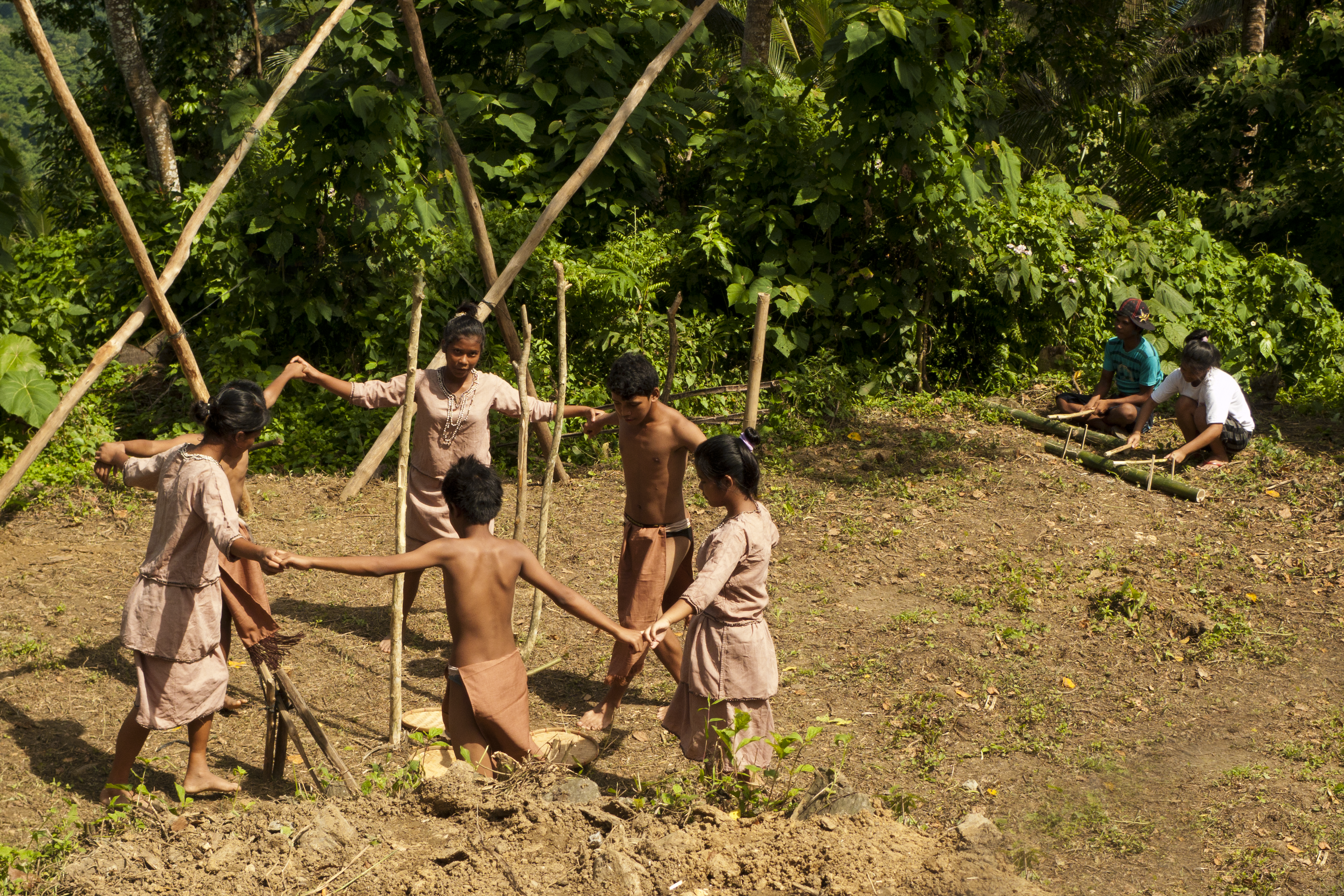
Jungen und Mädchen der Mangyan bei einem Zeremonialtanz vor der Arbeit auf einer neuen Ackerfläche. Der Rhythmus wird mit Stöcken auf zwei Bambusröhren geschlagen.

Von der philippinischen Insel Mindoro ist eine seltene „Bohnenhülsenrassel“ bekannt, die von den dort lebenden Mangyan (Hanunó'o-Sprecher) buray dipay genannt wird. Es handelt sich bei dieser Gefäßrassel um eine mit den eingeschlossenen Samen getrocknete Bohnenhülse der Schwertbohne (Canavalia gladiata), die Längen zwischen 20 und 30 Zentimetern erreicht. Die Mädchen schlagen die Bohnenhülse in eine Handfläche und verwenden sie zusammen mit hölzernen Gegenschlagstäben kalutang und anderen Musikinstrumenten bei der Totengedenkfeier panludan, die ein Jahr nach dem Tod des Verstorbenen veranstaltet wird. Die Gesänge und Tänze dienen auch der Brautwerbung. Manche Bohnenhülsen werden laut Angaben aus den 1950er Jahren zur Verzierung mit bunten Baumwollfäden umwickelt.
Die auf Hawaii vorkommende ‘ulī’ulī ist eine kleine kugelförmige, mit Samen gefüllte Gefäßrassel aus der Fruchtschale des Kalebassenbaums mit einem Handgriff, an dessen Ende eine Scheibe angebracht ist, um daran dichte runde Federnbüschel zu befestigen (heute aus gefärbten Kunstfedern). Wie bereits James Cook 1779 beobachtete, wird mit dieser Rassel der hula ‘ulī’ulī („Kalebassentanz“) aufgeführt. Die Rassel wird paarweise eingesetzt und gegen den Körper oder die Handflächen geschlagen.

### Schellen
Metallene Gefäßrasseln heißen Schellen, sie bestehen aus gebogenem Blech (Bronze, Messing, Eisen) oder Schmiedeeisen und einem kugelförmigen Rasselkörper im Innern. Wird der Rasselkörper durch einen im Innern einseitig lose befestigten Klöppel ersetzt, entsteht eine Glocke. Im arabisch-persischsprachigen Raum sind Schellen als zang oder zanj bekannt. Indische Tänzerinnen tragen bei Volkstänzen und klassischen Tänzen häufig ein Band mit Schellen ghungru (in Nordindien, in Südindien gejjal oder ähnlich) an den Fußgelenken. Diese Tanzrasseln sind eine Kombination aus Gefäßrasseln und Schnurrasseln. Die zichirei in Japan besteht aus einem hölzernen Griff an einem gebogenen Draht, auf dem sechs Messingschellen stecken. Dem Katalog der Crosby Brown Collection des Metropolitan Museum of Art von 1903 zufolge wurde das Instrument als Feueralarm verwendet.
Wie Glocken haben Schellen häufig eine apotropäische Funktion. Hauptsächlich zu diesem Zweck, weniger um ihren Aufenthaltsort besser kontrollieren zu können, befestigen Mütter in Zentralafrika Schellen oder kleine Glöckchen am Gürtel oder an den Beinen ihrer Kinder. Bei als besonders gefährdet geltenden Zwillingen sollen Amulette mit daran angebundenen Schellen oder Glöckchen vor Unheil schützen.

### Reihenrasseln

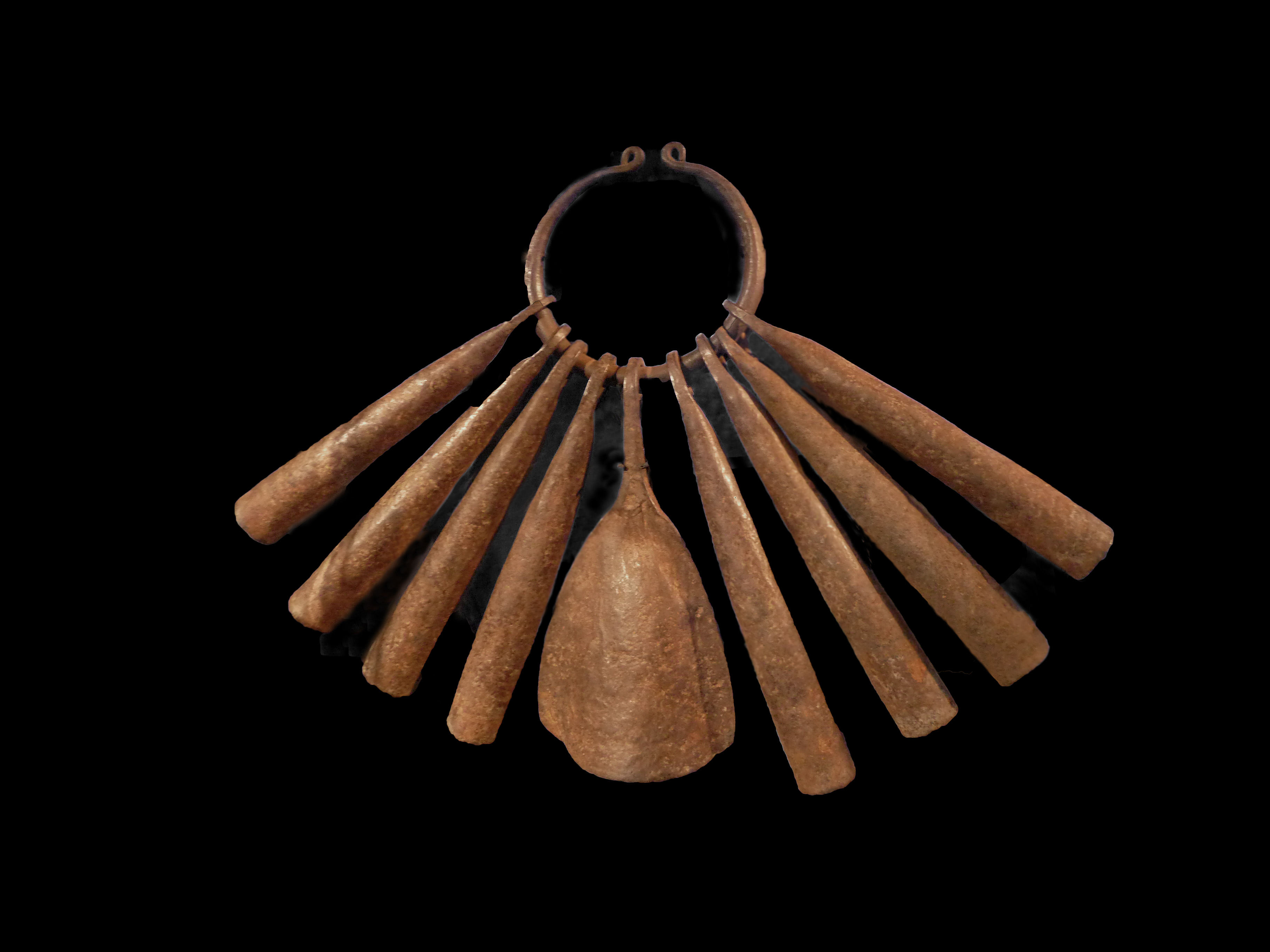
Ringförmige Stabrassel aus Eisen. Chamba in Nigeria, 19./20. Jahrhundert

Schnurrasseln und Stabrasseln, die beide die Gruppe der Reihenrasseln bilden, unterscheiden sich durch den biegsamen oder starren Träger, auf dem die Rasselkörper aufgereiht sind, und durch die Art der Schüttelbewegung. Schnurrasseln, auch Kettenrasseln, die etwa am Gürtel oder um die Fußgelenke getragen werden, reagieren auf jede Bewegung, teilweise schlagen auch nicht direkt nebeneinander aufgereihte Rasselkörper zusammen, während gerade oder ringförmig gebogene Stabrasseln in einer Richtung vor und zurück geschüttelt werden und nur benachbarte Rasselkörper zusammentreffen.
Es gibt Schnurrasseln, deren Rasselkörper nicht an einer Schnur aufgereiht, sondern mit Schnüren zu einem Bündel verknotet sind. Da sie nicht wie Pendelrasseln an einem größeren, häufig den Schall verstärkenden Körper befestigt sind, gehören sie in diese Untergruppe, wie etwa ein in der Musik Neuguineas verwendetes Rasselbündel, das aus einer Anzahl Nussschalen besteht, die durch Pflanzenfasern zu einem Knäuel verflochten sind.
Am Gürtel, an den Handgelenken oder an den Knöcheln befestigte Schnurrasseln gehören zu den früh in der kulturellen Entwicklung erlernten Mitteln, um rhythmische Körperbewegungen in einen hörbaren Rhythmus umzusetzen. So wie das Bemühen, den Körperschlag (Händeklatschen, Fußstampfen) klanglich zu verändern und zu verstärken, über Gegenschlagstäbe (Claves) und Schlagbalken zu Schlitztrommeln führte. Auf eine Schnur gereihte Materialien, die bei Tanzbewegungen ein Geräusch erzeugen, sind seit der Frühzeit Fruchtschalen (Nussschalen), trockene Blätter, Knochenstücke und Muscheln. Dahinter steht die Vorstellung vom Körperschlagen bei Kulttänzen als einer gegen den Tod und für das Leben gerichteten Aktivität. Dieselbe symbolische Bedeutung kommt den als Rasseln getragenen Klangkörpern zu. Entsprechend werden Schnurrasseln bei Fruchtbarkeitstänzen, Erntetänzen, Initiationen und Totenklagen verwendet. Die Bororo, ein indigenes Volk im brasilianischen Bundesstaat Mato Grosso, binden sich bei einem Ritualtanz die Rassel buttori an die Knöchel. Als Rasselkörper dienen Hirschhufe oder Wildschweinklauen. Das Wort buttori könnte vom Verb buttu, „gebären“, oder von butto, das im Zusammenhang mit „Sonne“ und „Mond“ steht, abgeleitet sein und so einen Hinweis auf den Hintergrund des Tanzes geben.

### Rahmenrasseln
Rahmenrasseln werden in Pendelrasseln und Gleitrasseln unterteilt. Bei den Pendelrasseln sind kleine Körper außen an einem größeren Gegenstand befestigt und schlagen gegen diesen und gegen sich. Das in der Hornbostel-Sachs-Systematik genannte Beispiel ist ein Tanzschild mit Rasselringen. Nicht ausschließlich zum Musizieren verwendete Pendelrasseln sind Schmuckstücke oder Alltagsgegenstände, die an Kettchen oder Gürteln hängend am Körper getragen werden. Eine archaische Pendelrassel aus Chile und Peru, die in der lateinamerikanischen Tanzmusik überlebt, ist der quijada genannte Unterkiefer eines Pferdes oder Rindes. Die vom umgebenden Fleisch befreiten losen Zähne produzieren ein Rasselgeräusch, wenn der Kiefer angeschlagen wird. Eine typische Pendelrassel aus einem Stab und angehängten Metallplättchen oder Schellen ist die trideksnis, die zum alten Brauchtum Lettlands gehört und früher bei Hochzeiten („Hochzeitsklapper“) verwendet wurde.
Zu den Pendelrasseln können auch Rasseln gezählt werden, deren klingende Körper in einer Reihe oder nebeneinander an einem Stab herunterhängen. Zu diesem Typ gehören die Tierhufrasseln, die in Nord- und Südamerika einen der ältesten Klangerzeuger der Jägervölker darstellen. Tierhufrasseln sind unter anderem von der Region Gran Chaco im zentralen Südamerika, vom Amazonasbecken, vom Westen Mexikos und von der Great Plains im Innern Nordamerikas bekannt. Derart archaische Kulturerzeugnisse kommen vor allem bei ehemals nomadisch lebenden Völkern westlich der Great Plains in den Bundesstaaten Utah, Nevada, Oregon und Kalifornien vor. Die Tierhufrasseln waren eines der wenigen Musikinstrumente der durch einen geringen Ambitus und eine einfache Rhythmik gekennzeichneten Lieder, falls diese überhaupt von einem Instrument (Trommel, Schrapinstrument) begleitet wurden. Im Süden Kaliforniens wurde die Tierhufrassel von Schamanen und bei Trauerzeremonien, außerdem von der „Gesellschaft des Hundes“ (Hundesoldaten) bei Prärie-Indianern verwendet. Die Musik der Indios in Bolivien besteht nur aus einem Typ von Melodieinstrumenten (etwa unterschiedliche Flöten) mit oder ohne Trommelbegleitung. In manchen Ensembles zur Tanzbegleitung kommen Idiophone hinzu wie Tierhufrasseln (ch’ajch’as), Handglocken (campanillas) oder Fruchtschalen.
Pendelrasseln finden sich auch als Anhängsel von Melodieinstrumenten, wenn sie deren Klang verändern sollen. Mit Metallringen am Rand behängte Eisenplättchen (Rasselbleche) produzieren bei einigen westafrikanische Binnenspießlauten vom Typ der ngoni und xalam während des Spiels ein Geräusch. Die westafrikanische Stegharfe bolon besitzt eine Rasselplatte am oberen Ende. Ein Rasselblech ist häufig auch an einer Spitze der westafrikanischen Rahmenzithern befestigt.
Keine Rasseltrommeln, sondern eine Kombination aus Trommel und Pendelrassel sind die von bantusprachigen Ethnien in Zentral- und Ostafrika ngoma genannten Trommeln unterschiedlicher Formen, die eine magische Bedeutung haben und zur Ahnenverehrung oder zu den königlichen Insignien gehören. Bei den Königstrommeln der Ankole in Uganda ist im Innern der Trommeln eine kleine Rassel angebracht, die, wenn die Trommel geschlagen wird, ein Geräusch produziert. Ihrer Bedeutung wegen heißt sie „Seele der Trommel“. Andere Trommeln dieser Gruppe sind mit einem umlaufenden Band von Kaurischnecken verziert und am Korpus mit Amuletten und Klöppelglocken behängt. Bei der westafrikanischen Bechertrommel djembé werden gelegentlich außen am Korpus über die Membran ragende, kessing genannte Bleche gesteckt, die am Rand mit kleinen rasselnden Metallringen behängt sind.
Zu den Gleitrasseln gehört neben dem Sistrum auch der Schellenring, bei dem sich kleine Metallscheiben (Zimbeln) in der Aussparung eines Holzreifens bewegen und gegeneinanderschlagen. Bei diesen gleiten die Körper im Ausschnitt eines anderen Körpers hin und her. Ein Teil oder beide Teile sind klingend. Weitere Gleitrasseln, die regional in Afrika verbreitet sind, bestehen aus einem L- oder V-förmigen Zweig, auf dessen einen Abschnitt in der Mitte gelochte Kalebassenstücke oder Teile von anderen Fruchtschalen gereiht sind, namentlich sennpo (unspezifisch) und wasamba (auch wusamba, in der Savanne Westafrikas).
Beim indonesischen Gleitrasselspiel angklung bestehen die Klangkörper aus unterschiedlich gestimmten Bambusröhren, sodass mit mehreren Instrumenten Melodien gespielt werden können.